# Amici di Maria De Filippi (diciassettesima edizione, fase iniziale)
La diciassettesima edizione del talent show musicale Amici di Maria De Filippi è andata in onda nella sua fase iniziale dal 18 novembre 2017 al 31 marzo 2018. Da sabato 7 aprile con la prima puntata in prima serata è iniziata la fase serale di questa edizione.
Il programma ha avuto inizio con la formazione della classe su Canale 5 con lo speciale del sabato pomeriggio in onda dalle 14:10 alle 16:00 con la conduzione di Maria De Filippi.
La striscia quotidiana è andata in onda su Real Time dal 20 novembre nel primo pomeriggio con la conduzione di Stefano De Martino e Marcello Sacchetta, ballerini professionisti del programma insieme per la prima volta a Paolo Ciavarro, al posto di De Martino, impegnato da gennaio 2018 come inviato della tredicesima edizione de L'isola dei famosi. Dal 15 gennaio andava in onda anche una striscia quotidiana di circa dieci minuti su Canale 5 in fascia pomeridiana.
A differenza delle edizioni precedenti, i concorrenti non sono stati selezionati dai professori ma da una commissione composta da Eleonora Abbagnato (danza), Elisa, Charlie Rapino e Andrea Rigonat (canto).
Inoltre le puntate tornano a essere trasmesse in diretta e torna anche la classifica di gradimento degli allievi decisa dal pubblico tramite televoto.
Vengono introdotte anche le figure dei tutor che aiutano i cantanti nella preparazione dei brani: Annalisa, Giovanni Caccamo e Michele Bravi.
I casting andarono in onda su Real Time dal 30 ottobre al 17 novembre 2017.

## Corpo docente e concorrenti
Legenda:
- Squadra Bianca
- Squadra Blu

| Canto                                                           | Canto                                                           | Canto                                                           |                   | Ballo                                                                         | Ballo                                                                         | Ballo                                                                         | Ballo |
| Professori                                                      | Professori                                                      | Professori                                                      | Professori        | Professori                                                                    | Professori                                                                    | Professori                                                                    |       |
| --------------------------------------------------------------- | --------------------------------------------------------------- | --------------------------------------------------------------- | ----------------- | ----------------------------------------------------------------------------- | ----------------------------------------------------------------------------- | ----------------------------------------------------------------------------- | ----- |
| - Rudy Zerbi - Carlo Di Francesco - Giusy Ferreri - Paola Turci | - Rudy Zerbi - Carlo Di Francesco - Giusy Ferreri - Paola Turci | - Rudy Zerbi - Carlo Di Francesco - Giusy Ferreri - Paola Turci |                   | - Bill Goodson - Alessandra Celentano - Veronica Peparini - Garrison Rochelle | - Bill Goodson - Alessandra Celentano - Veronica Peparini - Garrison Rochelle | - Bill Goodson - Alessandra Celentano - Veronica Peparini - Garrison Rochelle |       |
| Concorrenti                                                     |                                                                 |                                                                 |                   |                                                                               |                                                                               |                                                                               |       |
| Posizione                                                       | Nome                                                            | Disciplina                                                      |                   | Posizione                                                                     | Nome                                                                          | Disciplina                                                                    |       |
| 1                                                               | Irama (Filippo Maria Fanti)                                     | cantautorato                                                    | 4                 | Lauren Celentano                                                              | ballo                                                                         |                                                                               |       |
| 2                                                               | Carmen Ferreri                                                  | canto                                                           | 7                 | Bryan Ramirez                                                                 | classico                                                                      |                                                                               |       |
| 3                                                               | Einar Ortiz                                                     | canto                                                           | 8                 | Luca Capomaggi                                                                | break                                                                         |                                                                               |       |
| 5                                                               | Emma Muscat                                                     | canto                                                           | 11                | Valentina Verdecchi                                                           | ballo                                                                         |                                                                               |       |
| 6                                                               | Biondo (Simone Baldasseroni)                                    | rap                                                             | 12                | Sephora Ferrillo                                                              | ballo                                                                         |                                                                               |       |
| 9                                                               | Zic (Lorenzo Ciolini)                                           | cantautorato                                                    | 13                | Daniele Rommelli                                                              | hip hop                                                                       |                                                                               |       |
| 10                                                              | Matteo Cazzato                                                  | canto                                                           | 14                | Filippo Di Crosta                                                             | ballo                                                                         |                                                                               |       |
| Grace Cambria                                                   | Grace Cambria                                                   | canto                                                           | Orion Pico        | Orion Pico                                                                    | classico                                                                      |                                                                               |       |
| Nicole Vergani                                                  | Nicole Vergani                                                  | canto                                                           | Vittorio Ardovino | Vittorio Ardovino                                                             | ballo                                                                         |                                                                               |       |
| The Jab (Alessandro De Santis)                                  | The Jab (Alessandro De Santis)                                  | band                                                            | Claudia Manto     | Claudia Manto                                                                 | ballo                                                                         |                                                                               |       |
| Luca Vismara                                                    | Luca Vismara                                                    | canto                                                           | Nicolas De Souza  | Nicolas De Souza                                                              | ballo                                                                         |                                                                               |       |
| Black Soul Trio                                                 | Black Soul Trio                                                 | band                                                            | Paola De Filippis | Paola De Filippis                                                             | classico                                                                      |                                                                               |       |
| Yaser Ramadan                                                   | Yaser Ramadan                                                   | canto                                                           |                   |                                                                               |                                                                               |                                                                               |       |
| Mose (Simone Reo)                                               | Mose (Simone Reo)                                               | rap                                                             |                   |                                                                               |                                                                               |                                                                               |       |
| Emanuele Avino                                                  | Emanuele Avino                                                  | canto                                                           |                   |                                                                               |                                                                               |                                                                               |       |
| Federico Baroni                                                 | Federico Baroni                                                 | cantautorato                                                    |                   |                                                                               |                                                                               |                                                                               |       |
| Audjah Syarifam Rachmi                                          | Audjah Syarifam Rachmi                                          | canto                                                           |                   |                                                                               |                                                                               |                                                                               |       |
| Silvia Belluco                                                  | Silvia Belluco                                                  | canto                                                           |                   |                                                                               |                                                                               |                                                                               |       |
| Elliot Horne                                                    | Elliot Horne                                                    | canto                                                           |                   |                                                                               |                                                                               |                                                                               |       |

## Tabellone della gara a squadre e day-time
Legenda:
     Concorrente nella squadra vincente di entrambe le manche

     Concorrente nella squadra vincente della 1ª manche

     Concorrente nella squadra vincente della 2ª manche

     Concorrente nella squadra perdente di entrambe le manche
 C  Capitano/a di una delle due squadre

 Sfida

 Sfida immediata

 Proposta di eliminazione

 Salvato/a dalla classifica di gradimento

 Usa la giustificazione

– Non sottoposto/a a verifiche

N.D. Non si esibisce

     Entra nella scuola

     Vince la sfida

     Ritirato/Infortunato

     Espulso

     Eliminato/a

     Sostituita

     Salvato/a dai professori

     Concorrente in sfida

 I  Ottiene l'immunità

     Salvato/a da eliminazione obbligata

 Esame di riammissione

 A rischio eliminazione
     Accede al serale

 Viene esaminato/a ma non accede ancora al serale

 Non supera l'esame per l'accesso al serale

 Supera l'esame per l'accesso al serale

 Vince la sfida interna per l'accesso al serale

 Entra a far parte della squadra Bianca

 Entra a far parte della squadra Blu

### Ballo
| Settimana | 1           | 2           | 2           | 3           | 4                                          | 4                                          | 4                                          | 4                                          | 5                                          | 6                                          | 7                                          | 7                                          | 8                                          | 9                                          | 9                                          | 10                                         | 10                                         | 11                                         | 12                                         | 13                                         | 13                                         | 14                                         | 15                                         | 16                                         | 17                                         | 18                                         |
| --------- | ----------- | ----------- | ----------- | ----------- | ------------------------------------------ | ------------------------------------------ | ------------------------------------------ | ------------------------------------------ | ------------------------------------------ | ------------------------------------------ | ------------------------------------------ | ------------------------------------------ | ------------------------------------------ | ------------------------------------------ | ------------------------------------------ | ------------------------------------------ | ------------------------------------------ | ------------------------------------------ | ------------------------------------------ | ------------------------------------------ | ------------------------------------------ | ------------------------------------------ | ------------------------------------------ | ------------------------------------------ | ------------------------------------------ | ------------------------------------------ |
| Lauren    |             |             |             |             |                                            |                                            | –                                          | –                                          |                                            | –                                          | +1                                         | –                                          | N.D.                                       | N.D.                                       | N.D.                                       | +1                                         | –                                          | N.D.                                       | N.D.                                       | N.D.                                       | –                                          | N.D.                                       | N.D.                                       |                                            |                                            |                                            |
| Bryan     |             | N.D.        | N.D.        | N.D.        | N.D.                                       | N.D.                                       | N.D.                                       | N.D.                                       | N.D.                                       | –                                          | +2                                         | –                                          | N.D.                                       | N.D.                                       | N.D.                                       | +1                                         | –                                          | N.D.                                       | N.D.                                       | +2                                         | –                                          | +1                                         |                                            | –                                          |                                            |                                            |
| Sephora   | Non in gara | Non in gara | Non in gara | Non in gara | Non in gara                                | Non in gara                                | Non in gara                                | Non in gara                                | Non in gara                                | Non in gara                                | Non in gara                                | Non in gara                                | Non in gara                                | Non in gara                                | Non in gara                                | Non in gara                                | Non in gara                                |                                            | +1                                         | +1                                         | –                                          | +1                                         | +1                                         | –                                          |                                            |                                            |
| Luca      | Non in gara | Non in gara | Non in gara | Non in gara | Non in gara                                | Non in gara                                | Non in gara                                | Non in gara                                | Non in gara                                | Non in gara                                | Non in gara                                | Non in gara                                |                                            |                                            |                                            | N.D.                                       | –                                          | N.D.                                       |                                            | N.D.                                       | –                                          | N.D.                                       | +1                                         | –                                          |                                            |                                            |
| Daniele   | Non in gara | Non in gara | Non in gara | Non in gara | Non in gara                                | Non in gara                                | Non in gara                                | Non in gara                                | Non in gara                                | Non in gara                                |                                            |                                            | +1                                         | +1                                         | +1                                         | +1                                         |                                            | +1                                         | +1                                         |                                            | –                                          |                                            | N.D.                                       |                                            |                                            |                                            |
| Valentina |             |             |             | [ N 6 ]     |                                            |                                            | –                                          | –                                          |                                            | –                                          | +1                                         | –                                          |                                            |                                            |                                            | +1                                         | –                                          |                                            | N.D.                                       | N.D.                                       | –                                          | N.D.                                       | N.D.                                       |                                            |                                            |                                            |
| Filippo   |             |             |             | N.D.        |                                            |                                            | –                                          | –                                          | N.D.                                       | –                                          |                                            |                                            |                                            | N.D.                                       | N.D.                                       |                                            |                                            | N.D.                                       | +1                                         |                                            | –                                          |                                            | +1                                         | –                                          | –                                          |                                            |
| Orion     |             |             | I           |             |                                            |                                            |                                            |                                            |                                            | –                                          |                                            |                                            | N.D.                                       | +1                                         | +1                                         |                                            |                                            | N.D.                                       |                                            | N.D.                                       |                                            | N.D.                                       | N.D.                                       | –                                          | –                                          |                                            |
| Vittorio  |             |             |             |             |                                            |                                            |                                            | [ N 7 ]                                    | N.D.                                       | –                                          |                                            |                                            |                                            |                                            | N.D.                                       | N.D.                                       | –                                          | N.D.                                       |                                            | N.D.                                       |                                            | N.D.                                       |                                            | –                                          | –                                          |                                            |
| Claudia   |             |             |             | N.D.        |                                            |                                            |                                            |                                            |                                            | –                                          |                                            |                                            | N.D.                                       | N.D.                                       | N.D.                                       |                                            |                                            |                                            | SOSTITUITA con Sephora                     | SOSTITUITA con Sephora                     | SOSTITUITA con Sephora                     | SOSTITUITA con Sephora                     | SOSTITUITA con Sephora                     | SOSTITUITA con Sephora                     | SOSTITUITA con Sephora                     | SOSTITUITA con Sephora                     |
| Nicolas   |             |             |             | N.D.        | N.D.                                       | N.D.                                       | –                                          | –                                          |                                            | –                                          |                                            |                                            |                                            | NON SUPERA l'esame di riammissione         | NON SUPERA l'esame di riammissione         | NON SUPERA l'esame di riammissione         | NON SUPERA l'esame di riammissione         | NON SUPERA l'esame di riammissione         | NON SUPERA l'esame di riammissione         | NON SUPERA l'esame di riammissione         | NON SUPERA l'esame di riammissione         | NON SUPERA l'esame di riammissione         | NON SUPERA l'esame di riammissione         | NON SUPERA l'esame di riammissione         | NON SUPERA l'esame di riammissione         | NON SUPERA l'esame di riammissione         |
| Paola     |             |             |             |             | ELIMINATA dalla maggioranza dei professori | ELIMINATA dalla maggioranza dei professori | ELIMINATA dalla maggioranza dei professori | ELIMINATA dalla maggioranza dei professori | ELIMINATA dalla maggioranza dei professori | ELIMINATA dalla maggioranza dei professori | ELIMINATA dalla maggioranza dei professori | ELIMINATA dalla maggioranza dei professori | ELIMINATA dalla maggioranza dei professori | ELIMINATA dalla maggioranza dei professori | ELIMINATA dalla maggioranza dei professori | ELIMINATA dalla maggioranza dei professori | ELIMINATA dalla maggioranza dei professori | ELIMINATA dalla maggioranza dei professori | ELIMINATA dalla maggioranza dei professori | ELIMINATA dalla maggioranza dei professori | ELIMINATA dalla maggioranza dei professori | ELIMINATA dalla maggioranza dei professori | ELIMINATA dalla maggioranza dei professori | ELIMINATA dalla maggioranza dei professori | ELIMINATA dalla maggioranza dei professori | ELIMINATA dalla maggioranza dei professori |

### Canto
| Settimana       | 1                          | 2                          | 2                          | 3                          | 3                          | 3                                          | 3                                          | 4                                          | 4                                          | 4                                          | 4                                          | 5                                                     | 5                                                     | 6                                                     | 7                                                     | 7                                                     | 8                                                     | 9                                                     | 10                                                    | 10                                                    | 11                                                    | 11                                                    | 12                                                    | 12                                                    | 13                                                    | 13                                                    | 14                                                    | 14                                                    | 14                                                    | 15                                                    | 16                                                    | 17                                                    | 18                                                    |
| --------------- | -------------------------- | -------------------------- | -------------------------- | -------------------------- | -------------------------- | ------------------------------------------ | ------------------------------------------ | ------------------------------------------ | ------------------------------------------ | ------------------------------------------ | ------------------------------------------ | ----------------------------------------------------- | ----------------------------------------------------- | ----------------------------------------------------- | ----------------------------------------------------- | ----------------------------------------------------- | ----------------------------------------------------- | ----------------------------------------------------- | ----------------------------------------------------- | ----------------------------------------------------- | ----------------------------------------------------- | ----------------------------------------------------- | ----------------------------------------------------- | ----------------------------------------------------- | ----------------------------------------------------- | ----------------------------------------------------- | ----------------------------------------------------- | ----------------------------------------------------- | ----------------------------------------------------- | ----------------------------------------------------- | ----------------------------------------------------- | ----------------------------------------------------- | ----------------------------------------------------- |
| Einar           |                            |                            |                            | N.D.                       | N.D.                       | –                                          | –                                          |                                            |                                            | –                                          | –                                          | C                                                     | C                                                     | –                                                     | C                                                     |                                                       | C +1                                                  | C +1                                                  | C                                                     |                                                       | C +1                                                  | C +1                                                  | C +1                                                  | C +1                                                  | C N.D.                                                | C N.D.                                                |                                                       | C N.D.                                                | –                                                     | C +1                                                  |                                                       |                                                       |                                                       |
| Emma            | Non in gara                | Non in gara                | Non in gara                | Non in gara                | Non in gara                | Non in gara                                | Non in gara                                | Non in gara                                | Non in gara                                |                                            |                                            | N.D.                                                  | N.D.                                                  | –                                                     | +1                                                    |                                                       |                                                       | +1                                                    | +1                                                    | –                                                     |                                                       |                                                       | N.D.                                                  | N.D.                                                  |                                                       |                                                       | N.D.                                                  | N.D.                                                  | –                                                     | +1                                                    | –                                                     |                                                       |                                                       |
| Irama           | Non in gara                | Non in gara                | Non in gara                | Non in gara                | Non in gara                | Non in gara                                | Non in gara                                | Non in gara                                | Non in gara                                | Non in gara                                | Non in gara                                | Non in gara                                           | Non in gara                                           | Non in gara                                           | Non in gara                                           | Non in gara                                           | Non in gara                                           |                                                       | +2                                                    | –                                                     | N.D.                                                  | N.D.                                                  | +1                                                    | +1                                                    |                                                       | N.D.                                                  | +1                                                    | +1                                                    |                                                       |                                                       | –                                                     |                                                       |                                                       |
| Biondo          |                            |                            |                            | [ N 7 ]                    | [ N 7 ]                    |                                            |                                            |                                            | N.D.                                       | –                                          | –                                          | C                                                     | C                                                     | –                                                     | Espulso                                               | Espulso                                               |                                                       | C +1                                                  | C                                                     | –                                                     | C N.D.                                                | C N.D.                                                | C N.D.                                                | C N.D.                                                | C                                                     | C                                                     | C N.D.                                                | C N.D.                                                | –                                                     | C                                                     | –                                                     |                                                       |                                                       |
| Carmen          |                            |                            |                            |                            |                            | –                                          | –                                          |                                            |                                            |                                            |                                            |                                                       |                                                       | –                                                     |                                                       |                                                       |                                                       |                                                       |                                                       |                                                       | N.D.                                                  | N.D.                                                  | N.D.                                                  | N.D.                                                  | +1                                                    | +1                                                    | N.D.                                                  | N.D.                                                  | –                                                     |                                                       |                                                       |                                                       |                                                       |
| Zic             | Non in gara                | Non in gara                | Non in gara                | Non in gara                | Non in gara                | Non in gara                                | Non in gara                                | Non in gara                                | Non in gara                                | Non in gara                                | Non in gara                                |                                                       |                                                       | –                                                     | +1                                                    | –                                                     | N.D.                                                  | N.D.                                                  | +1                                                    |                                                       |                                                       | N.D.                                                  | N.D.                                                  | N.D.                                                  | +1                                                    | +1                                                    |                                                       |                                                       | –                                                     | +1                                                    | –                                                     |                                                       |                                                       |
| Matteo          | Insieme ai Black Soul Trio | Insieme ai Black Soul Trio | Insieme ai Black Soul Trio | Insieme ai Black Soul Trio | Insieme ai Black Soul Trio | Insieme ai Black Soul Trio                 | Insieme ai Black Soul Trio                 | Insieme ai Black Soul Trio                 | Insieme ai Black Soul Trio                 | Insieme ai Black Soul Trio                 | Insieme ai Black Soul Trio                 | Insieme ai Black Soul Trio                            | Insieme ai Black Soul Trio                            | Insieme ai Black Soul Trio                            | Insieme ai Black Soul Trio                            | Insieme ai Black Soul Trio                            | Insieme ai Black Soul Trio                            | Insieme ai Black Soul Trio                            | Insieme ai Black Soul Trio                            | Insieme ai Black Soul Trio                            | Insieme ai Black Soul Trio                            | Insieme ai Black Soul Trio                            |                                                       | N.D.                                                  | +1                                                    | +1                                                    | N.D.                                                  | N.D.                                                  | –                                                     | N.D.                                                  | –                                                     |                                                       |                                                       |
| Grace           |                            |                            |                            | N.D.                       | N.D.                       | –                                          | –                                          |                                            |                                            | –                                          | –                                          | N.D.                                                  | N.D.                                                  |                                                       | N.D.                                                  | –                                                     |                                                       | +1                                                    | N.D.                                                  | –                                                     | N.D.                                                  | N.D.                                                  |                                                       |                                                       | N.D.                                                  | N.D.                                                  | N.D.                                                  | N.D.                                                  | –                                                     | N.D.                                                  | –                                                     |                                                       |                                                       |
| Nicole          |                            |                            |                            | C                          | C                          | –                                          | –                                          |                                            |                                            | –                                          | –                                          | N.D.                                                  | N.D.                                                  | –                                                     | +1                                                    | –                                                     |                                                       | N.D.                                                  | N.D.                                                  | –                                                     | N.D.                                                  | N.D.                                                  | N.D.                                                  | N.D.                                                  |                                                       |                                                       | N.D.                                                  | N.D.                                                  | –                                                     | N.D.                                                  | –                                                     |                                                       |                                                       |
| The Jab         |                            |                            |                            | [ N 7 ]                    | [ N 7 ]                    |                                            |                                            |                                            |                                            |                                            |                                            | N.D.                                                  | N.D.                                                  | –                                                     | N.D.                                                  |                                                       | +1                                                    | N.D.                                                  |                                                       |                                                       | N.D.                                                  | N.D.                                                  |                                                       |                                                       | N.D.                                                  | N.D.                                                  | N.D.                                                  | N.D.                                                  | –                                                     | N.D.                                                  | –                                                     | –                                                     |                                                       |
| Luca            |                            | N.D.                       | N.D.                       | N.D.                       | N.D.                       | –                                          | –                                          | N.D.                                       | N.D.                                       | –                                          | –                                          | N.D.                                                  | N.D.                                                  | –                                                     |                                                       | –                                                     | N.D.                                                  |                                                       | N.D.                                                  | –                                                     | N.D.                                                  | N.D.                                                  | N.D.                                                  | N.D.                                                  | N.D.                                                  | N.D.                                                  | N.D.                                                  | N.D.                                                  | –                                                     | N.D.                                                  | –                                                     | –                                                     |                                                       |
| Black Soul Trio |                            | C                          | C                          |                            |                            | –                                          | –                                          | N.D.                                       | N.D.                                       | –                                          | –                                          |                                                       |                                                       | –                                                     | N.D.                                                  |                                                       | N.D.                                                  |                                                       | N.D.                                                  |                                                       | N.D.                                                  | N.D.                                                  | RITIRATI in quanto la band si è sciolta               | RITIRATI in quanto la band si è sciolta               | RITIRATI in quanto la band si è sciolta               | RITIRATI in quanto la band si è sciolta               | RITIRATI in quanto la band si è sciolta               | RITIRATI in quanto la band si è sciolta               | RITIRATI in quanto la band si è sciolta               | RITIRATI in quanto la band si è sciolta               | RITIRATI in quanto la band si è sciolta               | RITIRATI in quanto la band si è sciolta               | RITIRATI in quanto la band si è sciolta               |
| Yaser           |                            |                            |                            | N.D.                       | N.D.                       | –                                          | –                                          | C                                          | C                                          | –                                          | –                                          | N.D.                                                  |                                                       | –                                                     | N.D.                                                  |                                                       | N.D.                                                  | N.D.                                                  | N.D.                                                  |                                                       | ELIMINATO obbligatoriamente per scelta dei professori | ELIMINATO obbligatoriamente per scelta dei professori | ELIMINATO obbligatoriamente per scelta dei professori | ELIMINATO obbligatoriamente per scelta dei professori | ELIMINATO obbligatoriamente per scelta dei professori | ELIMINATO obbligatoriamente per scelta dei professori | ELIMINATO obbligatoriamente per scelta dei professori | ELIMINATO obbligatoriamente per scelta dei professori | ELIMINATO obbligatoriamente per scelta dei professori | ELIMINATO obbligatoriamente per scelta dei professori | ELIMINATO obbligatoriamente per scelta dei professori | ELIMINATO obbligatoriamente per scelta dei professori | ELIMINATO obbligatoriamente per scelta dei professori |
| Mose            |                            | C N.D.                     |                            |                            | C                          | [ N 8 ]                                    | [ N 8 ]                                    | N.D.                                       | N.D.                                       |                                            | [ N 7 ]                                    | N.D.                                                  | N.D.                                                  |                                                       | N.D.                                                  |                                                       | ELIMINATO obbligatoriamente per scelta dei professori | ELIMINATO obbligatoriamente per scelta dei professori | ELIMINATO obbligatoriamente per scelta dei professori | ELIMINATO obbligatoriamente per scelta dei professori | ELIMINATO obbligatoriamente per scelta dei professori | ELIMINATO obbligatoriamente per scelta dei professori | ELIMINATO obbligatoriamente per scelta dei professori | ELIMINATO obbligatoriamente per scelta dei professori | ELIMINATO obbligatoriamente per scelta dei professori | ELIMINATO obbligatoriamente per scelta dei professori | ELIMINATO obbligatoriamente per scelta dei professori | ELIMINATO obbligatoriamente per scelta dei professori | ELIMINATO obbligatoriamente per scelta dei professori | ELIMINATO obbligatoriamente per scelta dei professori | ELIMINATO obbligatoriamente per scelta dei professori | ELIMINATO obbligatoriamente per scelta dei professori | ELIMINATO obbligatoriamente per scelta dei professori |
| Emanuele        |                            | N.D.                       |                            | N.D.                       | N.D.                       | –                                          | –                                          | N.D.                                       | N.D.                                       |                                            |                                            | N.D.                                                  | N.D.                                                  |                                                       |                                                       | ELIMINATO con il consenso di tutti i professori       | ELIMINATO con il consenso di tutti i professori       | ELIMINATO con il consenso di tutti i professori       | ELIMINATO con il consenso di tutti i professori       | ELIMINATO con il consenso di tutti i professori       | ELIMINATO con il consenso di tutti i professori       | ELIMINATO con il consenso di tutti i professori       | ELIMINATO con il consenso di tutti i professori       | ELIMINATO con il consenso di tutti i professori       | ELIMINATO con il consenso di tutti i professori       | ELIMINATO con il consenso di tutti i professori       | ELIMINATO con il consenso di tutti i professori       | ELIMINATO con il consenso di tutti i professori       | ELIMINATO con il consenso di tutti i professori       | ELIMINATO con il consenso di tutti i professori       | ELIMINATO con il consenso di tutti i professori       | ELIMINATO con il consenso di tutti i professori       | ELIMINATO con il consenso di tutti i professori       |
| Federico        |                            | N.D.                       | N.D.                       | N.D.                       | N.D.                       | [ N 7 ]                                    |                                            | C                                          | C                                          |                                            | [ N 7 ]                                    |                                                       |                                                       | PERDE la sfida contro Zic                             | PERDE la sfida contro Zic                             | PERDE la sfida contro Zic                             | PERDE la sfida contro Zic                             | PERDE la sfida contro Zic                             | PERDE la sfida contro Zic                             | PERDE la sfida contro Zic                             | PERDE la sfida contro Zic                             | PERDE la sfida contro Zic                             | PERDE la sfida contro Zic                             | PERDE la sfida contro Zic                             | PERDE la sfida contro Zic                             | PERDE la sfida contro Zic                             | PERDE la sfida contro Zic                             | PERDE la sfida contro Zic                             | PERDE la sfida contro Zic                             | PERDE la sfida contro Zic                             | PERDE la sfida contro Zic                             | PERDE la sfida contro Zic                             | PERDE la sfida contro Zic                             |
| Audjah          |                            | N.D.                       | N.D.                       | N.D.                       | N.D.                       | –                                          | –                                          | N.D.                                       | N.D.                                       | [ N 7 ]                                    | [ N 7 ]                                    | PERDE la sfida contro Emma                            | PERDE la sfida contro Emma                            | PERDE la sfida contro Emma                            | PERDE la sfida contro Emma                            | PERDE la sfida contro Emma                            | PERDE la sfida contro Emma                            | PERDE la sfida contro Emma                            | PERDE la sfida contro Emma                            | PERDE la sfida contro Emma                            | PERDE la sfida contro Emma                            | PERDE la sfida contro Emma                            | PERDE la sfida contro Emma                            | PERDE la sfida contro Emma                            | PERDE la sfida contro Emma                            | PERDE la sfida contro Emma                            | PERDE la sfida contro Emma                            | PERDE la sfida contro Emma                            | PERDE la sfida contro Emma                            | PERDE la sfida contro Emma                            | PERDE la sfida contro Emma                            | PERDE la sfida contro Emma                            | PERDE la sfida contro Emma                            |
| Silvia          |                            | N.D.                       | N.D.                       | N.D.                       | N.D.                       | –                                          | –                                          |                                            |                                            |                                            |                                            | ELIMINATA obbligatoriamente per scelta dei professori | ELIMINATA obbligatoriamente per scelta dei professori | ELIMINATA obbligatoriamente per scelta dei professori | ELIMINATA obbligatoriamente per scelta dei professori | ELIMINATA obbligatoriamente per scelta dei professori | ELIMINATA obbligatoriamente per scelta dei professori | ELIMINATA obbligatoriamente per scelta dei professori | ELIMINATA obbligatoriamente per scelta dei professori | ELIMINATA obbligatoriamente per scelta dei professori | ELIMINATA obbligatoriamente per scelta dei professori | ELIMINATA obbligatoriamente per scelta dei professori | ELIMINATA obbligatoriamente per scelta dei professori | ELIMINATA obbligatoriamente per scelta dei professori | ELIMINATA obbligatoriamente per scelta dei professori | ELIMINATA obbligatoriamente per scelta dei professori | ELIMINATA obbligatoriamente per scelta dei professori | ELIMINATA obbligatoriamente per scelta dei professori | ELIMINATA obbligatoriamente per scelta dei professori | ELIMINATA obbligatoriamente per scelta dei professori | ELIMINATA obbligatoriamente per scelta dei professori | ELIMINATA obbligatoriamente per scelta dei professori | ELIMINATA obbligatoriamente per scelta dei professori |
| Elliot          |                            |                            |                            |                            |                            | ELIMINATO dalla maggioranza dei professori | ELIMINATO dalla maggioranza dei professori | ELIMINATO dalla maggioranza dei professori | ELIMINATO dalla maggioranza dei professori | ELIMINATO dalla maggioranza dei professori | ELIMINATO dalla maggioranza dei professori | ELIMINATO dalla maggioranza dei professori            | ELIMINATO dalla maggioranza dei professori            | ELIMINATO dalla maggioranza dei professori            | ELIMINATO dalla maggioranza dei professori            | ELIMINATO dalla maggioranza dei professori            | ELIMINATO dalla maggioranza dei professori            | ELIMINATO dalla maggioranza dei professori            | ELIMINATO dalla maggioranza dei professori            | ELIMINATO dalla maggioranza dei professori            | ELIMINATO dalla maggioranza dei professori            | ELIMINATO dalla maggioranza dei professori            | ELIMINATO dalla maggioranza dei professori            | ELIMINATO dalla maggioranza dei professori            | ELIMINATO dalla maggioranza dei professori            | ELIMINATO dalla maggioranza dei professori            | ELIMINATO dalla maggioranza dei professori            | ELIMINATO dalla maggioranza dei professori            | ELIMINATO dalla maggioranza dei professori            | ELIMINATO dalla maggioranza dei professori            | ELIMINATO dalla maggioranza dei professori            | ELIMINATO dalla maggioranza dei professori            | ELIMINATO dalla maggioranza dei professori            |

## Squadre del pomeridiano
| FERRO                          | FERRO        | FUOCO                        | FUOCO        |
| Nome                           | Disciplina   | Nome                         | Disciplina   |
| Capitani                       | Capitani     | Capitani                     | Capitani     |
| ------------------------------ | ------------ | ---------------------------- | ------------ |
| Einar Ortiz                    | canto        | Biondo (Simone Baldasseroni) | rap          |
| Componenti                     |              |                              |              |
| Bryan Ramirez                  | classico     | Lauren Celentano             | ballo        |
| Carmen Ferreri                 | canto        | Emma Muscat                  | canto        |
| Zic (Lorenzo Ciolini)          | cantautorato | Sephora Ferrillo             | ballo        |
| Filippo Di Crosta              | ballo        | Irama (Filippo Fanti)        | cantautorato |
| Matteo Cazzato                 | canto        | Luca Capomaggi               | break        |
| Orion Pico                     | classico     | Daniele Rommelli             | hip hop      |
| The Jab (Alessandro De Santis) | band         | Valentina Verdecchi          | ballo        |
| Claudia Manto                  | ballo        | Grace Cambria                | canto        |
| Yaser Ramadan                  | canto        | Nicole Vergani               | canto        |
| Mose (Simone Reo)              | rap          | Luca Vismara                 | canto        |
| Emanuele Avino                 | canto        | Vittorio Ardovino            | ballo        |
| Federico Baroni                | cantautorato | Nicolas De Souza             | ballo        |
| Audjah Syarifam Rachmi         | canto        | Paola De Filippis            | classico     |
| Silvia Belluco                 | canto        |                              |              |
| Elliot Horne                   | canto        |                              |              |

### Riassunto sfide
|       | Risultati |       | Puntata | Sfida |
| ----- | --------- | ----- | ------- | ----- |
| FERRO | N.D.      | FUOCO | 2       | 1     |
| FERRO | N.D.      | FUOCO | 3       | 1     |
| FERRO | N.D.      | FUOCO | 3       | 2     |
| FERRO | N.D.      | FUOCO | 4       | 1     |
| FERRO | N.D.      | FUOCO | 4       | 2     |
| FERRO | N.D.      | FUOCO | 5       | 1     |
| FERRO | N.D.      | FUOCO | 5       | 2     |
| FERRO | 0-3       | FUOCO | 6       | 1     |
| FERRO | 1-3       | FUOCO | 6       | 2     |
| FERRO | 3-0       | FUOCO | 7       | 1     |
| FERRO | 1-2       | FUOCO | 8       | 1     |
| FERRO | 2-1       | FUOCO | 8       | 2     |
| FERRO | 2-3       | FUOCO | 9       | 1     |
| FERRO | 0-3       | FUOCO | 9       | 2     |
| FERRO | 2-0       | FUOCO | 10      | 1     |
| FERRO | 1-2       | FUOCO | 11      | 1     |
| FERRO | 2-0       | FUOCO | 11      | 2     |
| FERRO | 2-1       | FUOCO | 12      | 1     |
| FERRO | 3-0       | FUOCO | 12      | 2     |
| FERRO | 1-2       | FUOCO | 13      | 1     |
| FERRO | 1-3       | FUOCO | 14      | 1     |
| FERRO | 2-0       | FUOCO | 14      | 2     |

## Settimane

### Settimana 2

#### 2ª puntata
Ospiti: Annalisa, Michele Bravi, Giovanni Caccamo
Durante la settimana i 24 allievi vengono suddivisi dalla produzione in due squadre (Ferro e Fuoco) capitanate rispettivamente da Mose e Matteo (Black Soul Trio):  
Nella puntata di sabato 25 novembre, a vincere la sfida a squadre è stata la squadra del Fuoco (televoto per il 60% e giudizio dei professori per il 40%). 
| PROVA    | SQUADRA FERRO                                | SQUADRA FERRO              | PUNTI (professori) | PUNTI (professori) | SQUADRA FUOCO   | SQUADRA FUOCO            |
| -------- | -------------------------------------------- | -------------------------- | ------------------ | ------------------ | --------------- | ------------------------ |
| I        | Nicolas                                      | Swalla                     | 1                  | 3                  | LAUREN          | All That Jazz            |
| II       | Elliot                                       | A Thousand Years           | 0                  | 4                  | EINAR           | Mi sono innamorato di te |
| III      | VITTORIO                                     | Completamente              | 3                  | 1                  | Valentina       | Fenomenale               |
| IV       | The Jab                                      | Lei (inedito)              | 1                  | 3                  | BLACK SOUL TRIO | Le radici ca tieni       |
| V        | CLAUDIA                                      | Miracles                   | 3                  | 1                  | Filippo         | Castle In The Snow       |
| VI       | Carmen                                       | Vietato morire             | 1                  | 3                  | NICOLE          | Mad World                |
| VII      | ORION                                        | Che cosa c'è               | 4                  | 0                  | Paola           | Something Just Like This |
| VIII     | Elliot                                       | Story of my life           | 1                  | 3                  | BIONDO          | Deja Vu (inedito)        |
| IX       | Vittorio                                     | Money                      | 2                  | 2                  | Lauren          | Sorry Not Sorry          |
| X        | Grace                                        | Bitch Better Have My Money | 2                  | 2                  | Yaser           | Faith                    |
| VITTORIA | SQUADRA FUOCO                                | SQUADRA FUOCO              | SQUADRA FUOCO      | SQUADRA FUOCO      | SQUADRA FUOCO   | SQUADRA FUOCO            |
| VITTORIA | PROPOSTA DI ELIMINAZIONE: EMANUELE, FEDERICO |                            |                    |                    |                 |                          |
| VITTORIA | IN SFIDA: MOSE                               |                            |                    |                    |                 |                          |

Orion ha vinto la prova immunità e per questo è esente dalla nomination.
| Allievo | Esibizione          | Giudice      | Esito  |
| ------- | ------------------- | ------------ | ------ |
| ORION   | Puttin' on the Ritz | Bill Goodson | Immune |

I cantanti della squadra vincente hanno dovuto nominare due colleghi della squadra del Ferro: i più votati sono stati Emanuele e Federico, che ha avuto la possibilità di giustificarsi. A Federico è quindi subentrata Carmen, la seconda più votata, salva però grazie alla seconda posizione nella Classifica di Gradimento: ad essere nominato è infine il terzo con più voti, il capitano Mose. 
Legenda:
 SÌ 
 NO 
| Allievo  | Esibizione          | Giudizio Commissione | Giudizio Commissione | Giudizio Commissione | Giudizio Commissione | Esito   | Note     |
| Allievo  | Esibizione          | R. Zerbi             | C. Di Francesco      | G. Ferreri           | P. Turci             | Esito   | Note     |
| -------- | ------------------- | -------------------- | -------------------- | -------------------- | -------------------- | ------- | -------- |
| EMANUELE | La canzone del sole |                      |                      |                      | N.D.                 | Salvato | [ N 19 ] |

| Allievo | Giudizio Commissione | Giudizio Commissione | Giudizio Commissione | Giudizio Commissione | Esito   |
| Allievo | R. Zerbi             | C. Di Francesco      | G. Ferreri           | P. Turci             | Esito   |
| ------- | -------------------- | -------------------- | -------------------- | -------------------- | ------- |
| MOSE    | N.D.                 |                      |                      |                      | Salvato |

Entrambi sono stati salvati dai professori; Mose è tuttavia stato scelto dalla squadra del Fuoco per disputare una sfida.

### Settimana 3

#### 3ª puntata
La squadra del Fuoco in settimana ha avuto la possibilità di scegliere lo sfidante di Mose, Astol: nella puntata di sabato 2 dicembre si è svolta la sfida.
| PROVA                          | MOSE                       | ASTOL              |
| Commissario esterno: Mastafive |                            |                    |
| I                              | Frammenti di noi (inedito) | Promessa (inedito) |
| VITTORIA                       | MOSE                       | ASTOL              |

Durante la settimana vengono riconfermati i capitani delle due squadre. Bryan, sanzionato in settimana per aver violato il regolamento, non è presente allo speciale per infortunio. Prima dell'inizio della sfida a squadre Di Francesco chiede che il capitano della squadra del Fuoco sia Nicole, per via delle scelte strategiche e poco artistiche del capitano Matteo. 
Al termine della puntata, Biondo, Alessandro e Mose vanno in sfida a seguito a un provvedimento disciplinare.

##### 1ª sfida a squadre
La prima sfida a squadre viene vinta dalla squadra del Ferro. 
| PROVA    | SQUADRA FERRO                       | SQUADRA FERRO    | PUNTI (professori) | PUNTI (professori) | SQUADRA FUOCO   | SQUADRA FUOCO              |
| -------- | ----------------------------------- | ---------------- | ------------------ | ------------------ | --------------- | -------------------------- |
| I        | VITTORIO                            | Ogni istante     | 3                  | 1                  | Valentina       | Be my babe                 |
| II       | THE JAB                             | L'estate addosso | 3                  | 1                  | Black Soul Trio | Can't help falling in love |
| III      | Orion                               | Game of thrones  | 2                  | 2                  | Lauren          | Shorty game                |
| VITTORIA | SQUADRA FERRO                       | SQUADRA FERRO    | SQUADRA FERRO      | SQUADRA FERRO      | SQUADRA FERRO   | SQUADRA FERRO              |
| VITTORIA | PROPOSTA DI ELIMINAZIONE: VALENTINA |                  |                    |                    |                 |                            |

La squadra del Ferro candida all'eliminazione Valentina, ma viene salvata dalla Peparini che chiama Paola, non salvata dal ventunesimo posto nella Classifica di Gradimento: l'allieva affronta una proposta di eliminazione.
Nota: Da quest'anno, per l'eliminazione è necessaria non più la totalità dei NO ma la maggioranza (almeno 3); se si arriva ad un risultato pari (2 SI e 2 NO) è necessario che un professore cambi il suo voto a favore della permanenza del concorrente o a favore della sua eliminazione.
Legenda:
 SÌ 
 NO 
| Allieva | Giudizio Commissione | Giudizio Commissione | Giudizio Commissione | Giudizio Commissione | Esito     |
| Allieva | B. Goodson           | A. Celentano         | V. Peparini          | Garrison             | Esito     |
| ------- | -------------------- | -------------------- | -------------------- | -------------------- | --------- |
| PAOLA   |                      |                      |                      |                      | Eliminata |

La ballerina, con il solo sì della Celentano, deve lasciare la scuola.

##### 2ª sfida a squadre
La seconda sfida a squadre viene vinta dalla squadra del Fuoco.
| PROVA    | SQUADRA FERRO                                | SQUADRA FERRO                | PUNTI (professori) | PUNTI (professori) | SQUADRA FUOCO | SQUADRA FUOCO     |
| -------- | -------------------------------------------- | ---------------------------- | ------------------ | ------------------ | ------------- | ----------------- |
| I        | Mose                                         | Tutto più semplice (inedito) | 0                  | 4                  | BIONDO        | Déjà vu (inedito) |
| II       | Orion                                        | Joker                        | 2                  | 2                  | Lauren        | Katchi            |
| III      | Carmen                                       | Purple Rain                  | 2                  | 2                  | Nicole        | La notte          |
| VITTORIA | SQUADRA FUOCO                                | SQUADRA FUOCO                | SQUADRA FUOCO      | SQUADRA FUOCO      | SQUADRA FUOCO | SQUADRA FUOCO     |
| VITTORIA | PROPOSTA DI ELIMINAZIONE: FEDERICO, EMANUELE |                              |                    |                    |               |                   |

La squadra del Fuoco candida all'eliminazione Federico ed Emanuele, ma i due vengono salvati da Zerbi che chiama Elliot, non salvato dal quinto posto nella Classifica di Gradimento: l'allievo affronta una proposta di eliminazione.
Legenda:
 SÌ 
 NO 
| Allievo | Esibizione | Giudizio Commissione | Giudizio Commissione | Giudizio Commissione | Giudizio Commissione | Esito     | Note     |
| Allievo | Esibizione | R. Zerbi             | C. Di Francesco      | G. Ferreri           | P. Turci             | Esito     | Note     |
| ------- | ---------- | -------------------- | -------------------- | -------------------- | -------------------- | --------- | -------- |
| ELLIOTT | Perfect    |                      |                      |                      |                      | Eliminato | [ N 19 ] |

Il cantante, con il solo sì della Ferreri, deve lasciare la scuola.

#### Day-time
Nel day-time di mercoledì 6 dicembre si svolge la sfida per provvedimento disciplinare dei The Jab. 
| PROVA                                | THE JAB          | THEMA                |
| Commissario esterno: Adriano Pennino |                  |                      |
| I                                    | L'estate addosso | Desperado            |
| II                                   | Lei (inedito)    | Se ci stai (inedito) |
| VITTORIA                             | THE JAB          | THEMA                |

Nel day-time di giovedì 7 dicembre si svolge la sfida di Federico, proposto da Yaser come sostituto di Mose per la sfida per provvedimento disciplinare dopo approvazione della produzione. 
| PROVA                                | FEDERICO           | KOBI                            |
| Commissario esterno: Adriano Pennino |                    |                                 |
| I                                    | Spiegami (inedito) | Senza fare più rumore (inedito) |
| II                                   | Domenica (inedito) | Tutto apposto (inedito)         |
| VITTORIA                             | FEDERICO           | KOBI                            |

### Settimana 4

#### 4ª puntata
Durante la puntata di sabato 9 dicembre, Annalisa sostituisce Paola Turci nella commissione di canto.
Durante lo speciale del sabato si svolge la sfida per provvedimento disciplinare di Biondo.
| PROVA                           | BIONDO                          | PEPPE                           |
| Commissario esterno: Alex Braga | Commissario esterno: Alex Braga | Commissario esterno: Alex Braga |
| ------------------------------- | ------------------------------- | ------------------------------- |
| I                               | Beverly (inedito)               | Ve lo racconto (inedito)        |
| II                              | Déjà vu (inedito)               | Faccia verde (inedito)          |
| VITTORIA                        | BIONDO                          | PEPPE                           |

Vengono inoltre scelti dalla produzione due nuovi capitani: Federico per la squadra del Ferro e Yaser per la squadra del Fuoco.  

##### 1ª sfida a squadre
La prima sfida a squadre viene vinta dalla squadra del Fuoco.
| PROVA    | SQUADRA FERRO                   | SQUADRA FERRO                            | PUNTI (professori) | PUNTI (professori) | SQUADRA FUOCO | SQUADRA FUOCO                            |
| -------- | ------------------------------- | ---------------------------------------- | ------------------ | ------------------ | ------------- | ---------------------------------------- |
| I        | Federico                        | She will be loved                        | 0                  | 4                  | EINAR         | Io che amo solo te                       |
| II       | Claudia                         | Comparata BALLO Look what you made me do | 0                  | 4                  | LAUREN        | Comparata BALLO Look what you made me do |
| III      | CARMEN                          | Comparata CANTO Amore bello              | 4                  | 0                  | Nicole        | Comparata CANTO Amore bello              |
| VITTORIA | SQUADRA FUOCO                   | SQUADRA FUOCO                            | SQUADRA FUOCO      | SQUADRA FUOCO      | SQUADRA FUOCO | SQUADRA FUOCO                            |
| VITTORIA | PROPOSTA DI ELIMINAZIONE: ORION |                                          |                    |                    |               |                                          |

La squadra del Fuoco candida all'eliminazione Orion, non salvato dall'undicesimo posto nella Classifica di Gradimento: l'allievo affronta la proposta di eliminazione.
Legenda:
 SÌ 
 NO 
| Allievo | Giudizio Commissione | Giudizio Commissione | Giudizio Commissione | Giudizio Commissione | Esito   |
| Allievo | B. Goodson           | A. Celentano         | V. Peparini          | Garrison             | Esito   |
| ------- | -------------------- | -------------------- | -------------------- | -------------------- | ------- |
| ORION   |                      |                      |                      |                      | Salvato |

##### 2ª sfida a squadre
La seconda sfida a squadre viene vinta dalla squadra del Fuoco.
| PROVA    | SQUADRA FERRO                      | SQUADRA FERRO              | PUNTI (professori) | PUNTI (professori) | SQUADRA FUOCO | SQUADRA FUOCO     |
| -------- | ---------------------------------- | -------------------------- | ------------------ | ------------------ | ------------- | ----------------- |
| I        | Silvia                             | Solo per te                | 1                  | 3                  | GRACE         | Be the one        |
| II       | ORION                              | Carmen Fantastique & Fuego | 3                  | 1                  | Valentina     | Bon appétit       |
| III      | The Jab                            | Believer                   | 2                  | 2                  | Yaser         | Sign of the times |
| IV       | Vittorio                           | Ridammi indietro il cuore  | 2                  | 2                  | Filippo       | Dusk till down    |
| VITTORIA | SQUADRA FUOCO                      | SQUADRA FUOCO              | SQUADRA FUOCO      | SQUADRA FUOCO      | SQUADRA FUOCO | SQUADRA FUOCO     |
| VITTORIA | PROPOSTA DI ELIMINAZIONE: EMANUELE |                            |                    |                    |               |                   |
| VITTORIA | IN SFIDA: EMANUELE                 |                            |                    |                    |               |                   |

#### Day-time
La squadra del Fuoco candida all'eliminazione Emanuele, non salvato dal decimo posto nella Classifica di Gradimento: nel day-time di lunedì 11 dicembre l'allievo affronta la proposta di eliminazione.
Legenda:
 SÌ 
 NO 
| Allievo  | Giudizio Commissione | Giudizio Commissione | Giudizio Commissione | Giudizio Commissione | Esito             |
| Allievo  | R. Zerbi             | C. Di Francesco      | G. Ferreri           | P. Turci             | Esito             |
| -------- | -------------------- | -------------------- | -------------------- | -------------------- | ----------------- |
| EMANUELE |                      |                      |                      |                      | Mantiene il banco |

L'allievo è stato inoltre candidato sempre dalla squadra del Fuoco per una sfida, che avviene nella stessa puntata.
| PROVA                           | EMANUELE             | ALESSANDRO                |
| Commissario esterno: Alex Braga |                      |                           |
| I                               | Another Love         | Think Happiness (inedito) |
| II                              | E penso a te         | Dedicato a te             |
| III                             | Ti scatterò una foto | Confessa                  |
| VITTORIA                        | EMANUELE             | ALESSANDRO                |

La squadra del Ferro, in seguito alla doppia sconfitta, è interamente sottoposta ad un esame, al termine del quale il peggiore verrà obbligatoriamente eliminato. Sono esenti Carmen (seconda in classifica di gradimento) ed Emanuele (avendo superato l'esame con 3 sì).
Legenda:
 SÌ 
 NO 
| Allievo/a | Giudizio Commissione | Giudizio Commissione | Giudizio Commissione | Giudizio Commissione | Esito                  |
| Allievo/a | B. Goodson           | A. Celentano         | V. Peparini          | Garrison             | Esito                  |
| --------- | -------------------- | -------------------- | -------------------- | -------------------- | ---------------------- |
| CLAUDIA   |                      |                      |                      |                      | A rischio eliminazione |
| VITTORIO  |                      |                      |                      |                      | A rischio eliminazione |
| ORION     |                      |                      | Mantiene il banco    |                      |                        |

| Allievo/a | Esibizione | Giudizio Commissione | Giudizio Commissione | Giudizio Commissione   | Giudizio Commissione | Esito                  | Note |
| Allievo/a | Esibizione | R. Zerbi             | C. Di Francesco      | G. Ferreri             | P. Turci             | Esito                  | Note |
| --------- | ---------- | -------------------- | -------------------- | ---------------------- | -------------------- | ---------------------- | ---- |
| FEDERICO  | –          |                      |                      |                        |                      | A rischio eliminazione | –    |
| MOSE      | –          |                      |                      |                        |                      | A rischio eliminazione | –    |
| THE JAB   | –          |                      |                      | Mantengono il banco    |                      |                        | –    |
| SILVIA    | Ave Maria  |                      |                      | A rischio eliminazione | [ N 24 ]             |                        |      |

A rischio eliminazione ci sono Claudia e Vittorio per il ballo, Mose, Federico e Silvia per il canto. Nel day-time di martedì 12 dicembre tutta la commissione, sia di canto che di ballo, decide che ad abbandonare la scuola è la cantante Silvia.
| Allieva | Esito     |
| ------- | --------- |
| SILVIA  | Eliminata |

Nel day-time di mercoledì 13 dicembre diversi allievi ricevono un provvedimento disciplinare per il loro sconsiderato comportamento tenuto in albergo, consistente in un esame immediato di fronte a Rudy Zerbi e Alessandra Celentano: coloro che non sono ritenuti completamente idonei a continuare il loro percorso saranno mandati in sfida.  
I ragazzi in sfida sono quindi: Vittorio, Mose, Federico e Audjah. 
| Allievo/a       | Esibizione                                  | Esito                                   |
| --------------- | ------------------------------------------- | --------------------------------------- |
| BIONDO          | Beverly (inedito)                           | Mantiene il banco                       |
| CARMEN          | L'amore si odia                             | Mantiene il banco                       |
| BLACK SOUL TRIO | Hallelujah                                  | Mantiene il banco                       |
| AUDJAH          | Eppure sentire                              | In sfida per provvedimento disciplinare |
| VITTORIO        | Brother                                     | In sfida per provvedimento disciplinare |
| MOSE            | (inedito)                                   | In sfida per provvedimento disciplinare |
| EMANUELE        | Another love                                | Mantiene il banco                       |
| FEDERICO        | Domenica (inedito)                          | In sfida per provvedimento disciplinare |
| ORION           | Variazione Don Quixote - Atto III (Basilio) | Mantiene il banco                       |
| THE JAB         | (inedito)                                   | Mantiene il banco                       |
| YASER           | Love of my life                             | Mantiene il banco                       |
| LUCA            | Il cielo in una stanza                      | Mantiene il banco                       |
| EINAR           | Non c'è (inedito)                           | Mantiene il banco                       |
| NICOLE          | Thinking out loud                           | Mantiene il banco                       |

Nel day-time di venerdì 15 dicembre si svolgono le sfide per provvedimento disciplinare di Audjah, Vittorio e Mose.
| PROVA                                | AUDJAH     | EMMA               |
| Commissario esterno: Gabriele Parisi |            |                    |
| I                                    | Running    | If I Ain't Got You |
| II                                   | Chandelier | Love               |
| VITTORIA                             | EMMA       | AUDJAH             |

| PROVA                            | VITTORIO | DYLAN           |
| Commissario esterno: Kledi Kadiu |          |                 |
| I                                | Brother  | Skin & Bones    |
| II                               | Waves    | That other girl |
| VITTORIA                         | VITTORIO | DYLAN           |

| PROVA                                | MOSE                           | NIMBA             |
| Commissario esterno: Gabriele Parisi |                                |                   |
| I                                    | Tutto più semplice (inedito)   | Origami (inedito) |
| II                                   | Tutto mi parla di te (inedito) | (inedito)         |
| VITTORIA                             | MOSE                           | NIMBA             |

### Settimana 5

#### 5ª puntata
Ospiti: Annalisa, Michele Bravi, Federico Zampaglione
Nella puntata di sabato 16 dicembre si svolge la sfida per provvedimento disciplinare di Federico.
| PROVA                              | FEDERICO                 | ZIC                 |
| Commissario esterno: Klaus Bonoldi |                          |                     |
| I                                  | Spiegami (inedito)       | Capodanno (inedito) |
| II                                 | Domenica (inedito)       | Gugol (inedito)     |
| II                                 | Don't Look Back in Anger | Anna                |
| VITTORIA                           | ZIC                      | FEDERICO            |

Sempre in puntata Vittorio esegue la coreografia assegnatagli da Alessandra Celentano.
| Allievo  | Esibizione        | Prof assegnataria    |
| -------- | ----------------- | -------------------- |
| VITTORIO | To warm the world | Alessandra Celentano |

##### 1ª sfida a squadre
La prima sfida a squadre viene vinta dalla squadra del Ferro.
| PROVA    | SQUADRA FERRO                          | SQUADRA FERRO               | PUNTI (professori) | PUNTI (professori) | SQUADRA FUOCO       | SQUADRA FUOCO    |
| -------- | -------------------------------------- | --------------------------- | ------------------ | ------------------ | ------------------- | ---------------- |
| I        | EINAR con Michele Bravi                | Giudizi Universali          | 4                  | 0                  | Biondo con Annalisa | Dark Horse       |
| II       | ORION                                  | Nei giardini che nessuno sa | 3                  | 1                  | Valentina           | Gotta hold on me |
| III      | Carmen                                 | Quando finisce un amore     | 2                  | 2                  | Black Soul Trio     | Is this love     |
| VITTORIA | SQUADRA FERRO                          | SQUADRA FERRO               | SQUADRA FERRO      | SQUADRA FERRO      | SQUADRA FERRO       | SQUADRA FERRO    |
| VITTORIA | PROPOSTA DI ELIMINAZIONE: YASER, GRACE |                             |                    |                    |                     |                  |

Legenda:
 SÌ 
 NO 
| Allievo/a | Giudizio Commissione | Giudizio Commissione | Giudizio Commissione | Giudizio Commissione | Esito                  |
| Allievo/a | R. Zerbi             | C. Di Francesco      | G. Ferreri           | P. Turci             | Esito                  |
| --------- | -------------------- | -------------------- | -------------------- | -------------------- | ---------------------- |
| YASER     |                      |                      |                      |                      | A rischio eliminazione |
| GRACE     |                      |                      |                      |                      | A rischio eliminazione |

##### 2ª sfida a squadre
La seconda sfida a squadre viene vinta dalla squadra del Fuoco.
| PROVA    | SQUADRA FERRO                            | SQUADRA FERRO                                                                  | PUNTI (professori) | PUNTI (professori) | SQUADRA FUOCO | SQUADRA FUOCO                                                                  |
| -------- | ---------------------------------------- | ------------------------------------------------------------------------------ | ------------------ | ------------------ | ------------- | ------------------------------------------------------------------------------ |
| I        | Claudia                                  | Comparata BALLO con Giusy Ferreri e Federico Zampaglione L'amore mi perseguita | 1                  | 3                  | LAUREN        | Comparata BALLO con Giusy Ferreri e Federico Zampaglione L'amore mi perseguita |
| II       | Carmen                                   | La complicità (inedito)                                                        | 2                  | 2                  | Biondo        | Deja vù (inedito)                                                              |
| III      | Orion                                    | Angie                                                                          | N.D.               | N.D.               | Nicolas       | Valentine's day                                                                |
| VITTORIA | SQUADRA FUOCO                            | SQUADRA FUOCO                                                                  | SQUADRA FUOCO      | SQUADRA FUOCO      | SQUADRA FUOCO | SQUADRA FUOCO                                                                  |
| VITTORIA | PROPOSTA DI ELIMINAZIONE: EMANUELE, MOSE |                                                                                |                    |                    |               |                                                                                |

#### Day-time
L'inizio della quinta settimana vede il ritorno del ballerino Bryan, non presente nel programma da alcune settimane a causa di un infortunio. 
Nel day-time di lunedì 18 dicembre vengono inoltre svolte le proposte di eliminazione di Grace, Mose ed Emanuele, non salvati dalla Classifica di Gradimento  
Legenda:
 SÌ 
 NO 
| Allievo/a | Esibizione               | Giudizio Commissione | Giudizio Commissione | Giudizio Commissione | Giudizio Commissione | Esito             | Note     |
| Allievo/a | Esibizione               | R. Zerbi             | C. Di Francesco      | G. Ferreri           | P. Turci             | Esito             | Note     |
| --------- | ------------------------ | -------------------- | -------------------- | -------------------- | -------------------- | ----------------- | -------- |
| GRACE     | Nel blu dipinto di blu   |                      |                      |                      |                      | Mantiene il banco | [ N 19 ] |
| GRACE     | La mia melodia (inedito) | –                    |                      |                      |                      | Mantiene il banco |          |
| MOSE      | Spaccacuore              |                      |                      | [ N 19 ]             |                      | Mantiene il banco |          |
| MOSE      | Ho paura (inedito)       | –                    |                      |                      |                      | Mantiene il banco |          |
| EMANUELE  | Counting stars           | –                    |                      |                      |                      | Mantiene il banco |          |

### Settimana 6
Anche a causa dell'ingresso dei nuovi cantanti Emma e Zic, le due squadre vengono rimescolate nuovamente dalla produzione.

### Settimana 7

#### 6ª puntata
Ospiti: Merk & Kremont, Daddy's Groove, Enrico Nigiotti
Nella puntata di sabato 13 gennaio su proposta di Veronica Peparini entra nella scuola il ballerino Daniele Rommelli.
| Allievo | Esibizione   | Esito            |
| ------- | ------------ | ---------------- |
| DANIELE | This or that | Ottiene il banco |

A causa di un provvedimento disciplinare i ballerini Filippo, Nicolas e Vittorio e il cantante Biondo sono espulsi dalla scuola e potranno essere riammessi solo dopo il superamento di un esame.
| Allievo  | Esito   |
| -------- | ------- |
| FILIPPO  | Espulso |
| NICOLAS  | Espulso |
| VITTORIO | Espulso |
| BIONDO   | Espulso |

Per questa puntata viene sospeso il televoto, non valgono le giustificazioni e a giudicare la gara a squadre tornano ad essere i soli professori: inoltre saranno i professori che decidono chi andrà in proposta di eliminazione e chi in una eventuale sfida.
Poiché i professori di canto e di ballo sono in numero pari, gli allievi devono escluderne uno dal voto per ogni sfida.

##### 1ª sfida a squadre
Nella prima sfida Orion sceglie di escludere Garrison, nella seconda sfida Nicole sceglie di escludere Giusy Ferreri, mentre nell'ultima sfida Valentina sceglie di escludere Alessandra Celentano.  
| PROVA    | SQUADRA FERRO                      | SQUADRA FERRO                                 | PUNTI             | PUNTI             | SQUADRA FUOCO     | SQUADRA FUOCO                                 |
| -------- | ---------------------------------- | --------------------------------------------- | ----------------- | ----------------- | ----------------- | --------------------------------------------- |
| I        | Orion                              | Comparata BALLO con Enrico Nigiotti L'amore è | 1                 | 2                 | BRYAN             | Comparata BALLO con Enrico Nigiotti L'amore è |
| II       | Einar                              | Non c'è (inedito)                             | 1                 | 2                 | NICOLE            | L'idea (inedito)                              |
| III      | Orion                              | Meet me, midnight                             | 0                 | 3                 | VALENTINA         | New rules                                     |
| VITTORIA | SQUADRA FUOCO 3-0                  | SQUADRA FUOCO 3-0                             | SQUADRA FUOCO 3-0 | SQUADRA FUOCO 3-0 | SQUADRA FUOCO 3-0 | SQUADRA FUOCO 3-0                             |
| VITTORIA | PROPOSTA DI ELIMINAZIONE: EMANUELE |                                               |                   |                   |                   |                                               |

La commissione canto candida all'eliminazione Emanuele: l'allievo affronta la proposta di eliminazione.
Legenda:
 SÌ 
 NO 
| Allievo  | Giudizio Commissione | Giudizio Commissione | Giudizio Commissione | Giudizio Commissione | Esito     |
| Allievo  | R. Zerbi             | C. Di Francesco      | G. Ferreri           | P. Turci             | Esito     |
| -------- | -------------------- | -------------------- | -------------------- | -------------------- | --------- |
| EMANUELE |                      |                      |                      |                      | Eliminato |

##### 2ª sfida a squadre
Nella prima sfida Carmen sceglie di escludere Paola Turci, nella seconda sfida Lauren sceglie di escludere Alessandra Celentano, nella terza sfida Emma sceglie di escludere Paola Turci. 
| PROVA | SQUADRA FERRO | SQUADRA FERRO           | PUNTI | PUNTI | SQUADRA FUOCO | SQUADRA FUOCO                |
| ----- | ------------- | ----------------------- | ----- | ----- | ------------- | ---------------------------- |
| I     | Carmen        | La complicità (inedito) | 0     | 3     | ZIC           | Capodanno (inedito)          |
| II    | Claudia       | Errori di felcità       | 0     | 3     | LAUREN        | Your song                    |
| III   | EMMA          | Fast car                | 3     | 0     | Luca          | L'amore ci salverà (inedito) |

#### Day-time
Nel day-time della settima settimana si conclude la sfida a squadre; nella quarta prova Bryan sceglie di escludere Veronica Peparini dal voto.
| PROVA    | SQUADRA FERRO     | SQUADRA FERRO     | PUNTI             | PUNTI             | SQUADRA FUOCO     | SQUADRA FUOCO        |
| -------- | ----------------- | ----------------- | ----------------- | ----------------- | ----------------- | -------------------- |
| IV       | Claudia           | Unsteady          | 1                 | 2                 | BRYAN             | L'ombelico del mondo |
| VITTORIA | SQUADRA FUOCO 3-1 | SQUADRA FUOCO 3-1 | SQUADRA FUOCO 3-1 | SQUADRA FUOCO 3-1 | SQUADRA FUOCO 3-1 | SQUADRA FUOCO 3-1    |

Nel day-time di martedì 16 gennaio su Canale 5 la squadra del Ferro, in seguito alla doppia sconfitta, è interamente sottoposta ad un esame al termine del quale il peggiore verrà obbligatoriamente eliminato. 
| Allievo/a       | Esibizione          | Esito                  |
| --------------- | ------------------- | ---------------------- |
| ORION           | –                   | Mantiene il banco      |
| CLAUDIA         | –                   | Mantiene il banco      |
| DANIELE         | This or that        | Mantiene il banco      |
| EMMA            | A sky full of stars | Mantiene il banco      |
| CARMEN          | –                   | Mantiene il banco      |
| BLACK SOUL TRIO | –                   | Mantiene il banco      |
| YASER           | –                   | Mantiene il banco      |
| EINAR           | –                   | Mantiene il banco      |
| THE JAB         | Lei (inedito)       | A rischio eliminazione |
| MOSE            | Ho paura (inedito)  | A rischio eliminazione |

A rischio eliminazione ci sono i The Jab e Mose. Alla fine tutta la commissione, sia di canto che di ballo, decide che ad abbandonare la scuola è il rapper Mose.
| Allievo | Esito     |
| ------- | --------- |
| MOSE    | Eliminato |

### Settimana 8

#### 7ª puntata
Ospiti: Roberto Casalino, Marco Bocci e il cast di Immaturi - La serie
Nella puntata di sabato 20 gennaio si svolgono gli esami di riammissione di Biondo, Filippo, Nicolas e Vittorio.
| PROVA | BIONDO            |
| ----- | ----------------- |
| I     | Le cose in comune |
| II    | Dejavu (inedito)  |
| III   | Il pescatore      |
| IV    | Beverly (inedito) |
| ESITO | Riammesso         |

| PROVA | FILIPPO                        |
| ----- | ------------------------------ |
| I     | You're the best thing about me |
| II    | Code Name Vivaldi              |
| III   | Smells like teen spirit        |
| IV    | Ability to swing               |
| ESITO | Riammesso                      |

| PROVA | NICOLAS                        |
| ----- | ------------------------------ |
| I     | You're the best thing about me |
| II    | Code Name Vivaldi              |
| III   | Smells like teen spirit        |
| IV    | Ability to swing               |
| ESITO | Eliminato                      |

| PROVA | VITTORIO                       |
| ----- | ------------------------------ |
| I     | You're the best thing about me |
| II    | Code Name Vivaldi              |
| III   | Smells like teen spirit        |
| IV    | Ability to swing               |
| ESITO | In sfida                       |

Nella stessa puntata su proposta di Veronica Peparini entra nella scuola il ballerino Luca Capomaggi.
| Allievo | Esito            |
| ------- | ---------------- |
| LUCA C. | Ottiene il banco |

Sfida a squadre
Per questa puntata sono sospese le proposte di eliminazione.
| PROVA | SQUADRA FERRO | SQUADRA FERRO         | PUNTI | PUNTI | SQUADRA FUOCO | SQUADRA FUOCO |
| ----- | ------------- | --------------------- | ----- | ----- | ------------- | ------------- |
| I     | Carmen        | Quando nasce un amore | 2     | 2     | Emma          | Halo          |

#### Day-time
Nel day-time dell'ottava settimana si conclude la sfida a squadre. 
Grace e Nicole scelgono di escludere dal voto Rudy Zerbi e Daniele sceglie di escludere Alessandra Celentano. 
| PROVA    | SQUADRA FERRO     | SQUADRA FERRO      | PUNTI             | PUNTI             | SQUADRA FUOCO     | SQUADRA FUOCO     |
| -------- | ----------------- | ------------------ | ----------------- | ----------------- | ----------------- | ----------------- |
| II       | EINAR             | Portami via        | 2                 | 1                 | Grace             | Disclosure        |
| III      | DANIELE           | Reverse fault      | 3                 | 0                 | Valentina         | Volami nel cuore  |
| IV       | THE JAB           | Let's Hurt Tonight | 3                 | 0                 | Nicole            | L'idea (inedito)  |
| VITTORIA | SQUADRA FERRO 3-0 | SQUADRA FERRO 3-0  | SQUADRA FERRO 3-0 | SQUADRA FERRO 3-0 | SQUADRA FERRO 3-0 | SQUADRA FERRO 3-0 |

### Settimana 9

#### 8ª puntata
Ospiti: Ghali, Greta Scarano
Nella puntata di sabato 27 gennaio su proposta della produzione entra nella scuola il cantautore Irama.
Legenda:
 SÌ 
 NO 
| Allievo | Esibizione                 | Giudizio Commissione | Giudizio Commissione | Giudizio Commissione | Giudizio Commissione | Esito            |
| Allievo | Esibizione                 | R. Zerbi             | C. Di Francesco      | G. Ferreri           | P. Turci             | Esito            |
| ------- | -------------------------- | -------------------- | -------------------- | -------------------- | -------------------- | ---------------- |
| IRAMA   | Che vuoi che sia (inedito) |                      |                      |                      |                      | Ottiene il banco |
| IRAMA   | Che ne sai (inedito)       |                      |                      |                      |                      | Ottiene il banco |

Nella stessa puntata si svolge la sfida di Vittorio richiesta dalla commissione ballo.
| PROVA                              | VITTORIO         | KLAUSEN       |
| Commissario esterno: Mauro Mosconi |                  |               |
| I                                  | Feel it still    | Feel it still |
| II                                 | Leave a light on | Next to you   |
| VITTORIA                           | VITTORIO         | KLAUSEN       |

##### 1ª sfida a squadre
Per la prima manche Biondo sceglie di escludere Carlo Di Francesco, Daniele sceglie di escludere Alessandra Celentano ed Emma sceglie di escludere Giusy Ferreri. 
| PROVA    | SQUADRA FERRO              | SQUADRA FERRO                           | PUNTI             | PUNTI             | SQUADRA FUOCO     | SQUADRA FUOCO                           |
| -------- | -------------------------- | --------------------------------------- | ----------------- | ----------------- | ----------------- | --------------------------------------- |
| I        | Einar                      | Falco a metà                            | 0                 | 3                 | BIONDO            | Quattro mura (inedito)                  |
| II       | DANIELE                    | Comparata BALLO con Paola Turci Eclissi | 3                 | 0                 | Luca C.           | Comparata BALLO con Paola Turci Eclissi |
| III      | Carmen                     | Non ho più la mia città                 | 0                 | 3                 | EMMA              | Perfect                                 |
| VITTORIA | SQUADRA FUOCO 2-1          | SQUADRA FUOCO 2-1                       | SQUADRA FUOCO 2-1 | SQUADRA FUOCO 2-1 | SQUADRA FUOCO 2-1 | SQUADRA FUOCO 2-1                       |
|          | IN SFIDA IMMEDIATA: CARMEN |                                         |                   |                   |                   |                                         |

| PROVA                              | CARMEN                  | ELEONORA           |
| Commissario esterno: Sara Andreani |                         |                    |
| I                                  | Quando finisce un amore | La notte           |
| II                                 | La complicità (inedito) | When we were young |
| VITTORIA                           | CARMEN                  | ELEONORA           |

##### 2ª sfida a squadre
Nella seconda manche i Black Soul Trio scelgono di escludere Rudy Zerbi, Valentina sceglie di escludere Alessandra Celentano ed Einar sceglie di escludere Rudy Zerbi.
| PROVA    | SQUADRA FERRO            | SQUADRA FERRO       | PUNTI             | PUNTI             | SQUADRA FUOCO     | SQUADRA FUOCO                |
| -------- | ------------------------ | ------------------- | ----------------- | ----------------- | ----------------- | ---------------------------- |
| I        | Black Soul Trio          | Hold Back The River | 1                 | 2                 | GRACE             | Portami a ballare (inedito)  |
| II       | ORION                    | Mi gente            | 3                 | 0                 | Valentina         | Lady Powers                  |
| III      | EINAR                    | Non c'è (inedito)   | 3                 | 0                 | Luca V.           | L'amore ci salverà (inedito) |
| VITTORIA | SQUADRA FERRO 2-1        | SQUADRA FERRO 2-1   | SQUADRA FERRO 2-1 | SQUADRA FERRO 2-1 | SQUADRA FERRO 2-1 | SQUADRA FERRO 2-1            |
|          | IN SFIDA IMMEDIATA: LUCA |                     |                   |                   |                   |                              |

#### Day-time
Nel day-time di lunedì 29 gennaio su Canale 5 si svolge la sfida di Luca.
| PROVA                              | LUCA                               | FABIANO                            |
| Commissario esterno: Sara Andreani | Commissario esterno: Sara Andreani | Commissario esterno: Sara Andreani |
| ---------------------------------- | ---------------------------------- | ---------------------------------- |
| I                                  | Black and Gold                     | Save Tonight                       |
| II                                 | Stay                               | Te (inedito)                       |
| VITTORIA                           | LUCA                               | FABIANO                            |

### Settimana 10

#### 9ª puntata
Ospiti: Daniele Magro

##### 1ª sfida a squadre
Per la prima manche Biondo sceglie di escludere Carlo Di Francesco, Daniele sceglie di escludere Bill Goodson, Irama sceglie di escludere Rudy Zerbi, Filippo esclude Alessandra Celentano e di nuovo Irama esclude Giusy Ferreri. 
| PROVA    | SQUADRA FERRO             | SQUADRA FERRO              | PUNTI             | PUNTI             | SQUADRA FUOCO     | SQUADRA FUOCO              |
| -------- | ------------------------- | -------------------------- | ----------------- | ----------------- | ----------------- | -------------------------- |
| I        | ZIC                       | A mano a mano              | 2                 | 1                 | Biondo            | La mia ex chiama (inedito) |
| II       | DANIELE                   | Ragazza magica             | 2                 | 1                 | Valentina         | Dormi amore                |
| III      | The Jab                   | Elena (inedito)            | 1                 | 2                 | IRAMA             | Che vuoi che sia (inedito) |
| IV       | Filippo                   | Westworld main title theme | 1                 | 2                 | BRYAN             | Saw, l'enigmista           |
| V        | Einar                     | Modì                       | 0                 | 3                 | IRAMA             | Che ne sai (inedito)       |
| VITTORIA | SQUADRA FUOCO 3-2         | SQUADRA FUOCO 3-2          | SQUADRA FUOCO 3-2 | SQUADRA FUOCO 3-2 | SQUADRA FUOCO 3-2 | SQUADRA FUOCO 3-2          |
|          | IN SFIDA IMMEDIATA: EINAR |                            |                   |                   |                   |                            |

| PROVA                                | EINAR                                | CHRISTIAN                            |
| Commissario esterno: Adriano Pennino | Commissario esterno: Adriano Pennino | Commissario esterno: Adriano Pennino |
| ------------------------------------ | ------------------------------------ | ------------------------------------ |
| I                                    | Portami via                          | Le tasche piene di sassi             |
| II                                   | Non c'è (inedito)                    | I believe I can fly                  |
| VITTORIA                             | EINAR                                | CHRISTIAN                            |

##### 2ª sfida a squadre
Nella seconda manche Valentina sceglie di escludere Alessandra Celentano e Carmen esclude Rudy Zerbi.
| PROVA | SQUADRA FERRO | SQUADRA FERRO | PUNTI | PUNTI | SQUADRA FUOCO | SQUADRA FUOCO |
| ----- | ------------- | ------------- | ----- | ----- | ------------- | ------------- |
| I     | Claudia       | Sola          | 0     | 3     | VALENTINA     | Ready or not  |
| II    | Carmen        | Arriverà      | 1     | 2     | EMMA          | I miss you    |

#### Day-time
Nel day-time di lunedì 5 febbraio di Canale 5 si conclude la sfida a squadre. Lauren esclude dal voto Alessandra Celentano. 
| PROVA    | SQUADRA FERRO               | SQUADRA FERRO       | PUNTI             | PUNTI             | SQUADRA FUOCO     | SQUADRA FUOCO     |
| -------- | --------------------------- | ------------------- | ----------------- | ----------------- | ----------------- | ----------------- |
| III      | Orion                       | Un’emozione da poco | 0                 | 3                 | LAUREN            | Swish Swish       |
| VITTORIA | SQUADRA FUOCO 3-0           | SQUADRA FUOCO 3-0   | SQUADRA FUOCO 3-0 | SQUADRA FUOCO 3-0 | SQUADRA FUOCO 3-0 | SQUADRA FUOCO 3-0 |
|          | IN SFIDA IMMEDIATA: DANIELE |                     |                   |                   |                   |                   |

Nel day-time di martedì 6 febbraio di Canale 5 si svolge la sfida immediata di Daniele.
| PROVA                                    | DANIELE      | MATTEO      |
| Commissario esterno: Francesca Bernabini |              |             |
| I                                        | How long     | Ninna nanna |
| II                                       | This or that | Otra cosa   |
| VITTORIA                                 | DANIELE      | MATTEO      |

La squadra del Ferro, in seguito alla doppia sconfitta, è interamente sottoposta ad un esame al termine del quale il peggiore verrà obbligatoriamente eliminato: i professori Zerbi e Di Francesco richiedono alla produzione se sia possibile una doppia eliminazione tra Zic, Black Soul Trio, The Jab e Yaser.  
| Allievo         | Esito                  |
| --------------- | ---------------------- |
| ZIC             | A rischio eliminazione |
| BLACK SOUL TRIO | A rischio eliminazione |
| THE JAB         | A rischio eliminazione |
| YASER           | A rischio eliminazione |

Alla fine, la commissione di canto decide che ad abbandonare la scuola è il cantante Yaser.
Legenda:
 SÌ 
 NO 
| Allievo | Giudizio Commissione | Giudizio Commissione | Giudizio Commissione | Giudizio Commissione | Esito     |
| Allievo | R. Zerbi             | C. Di Francesco      | G. Ferreri           | P. Turci             | Esito     |
| ------- | -------------------- | -------------------- | -------------------- | -------------------- | --------- |
| YASER   |                      |                      |                      | N.D.                 | Eliminato |

### Settimana 11

#### 10ª puntata
Ospiti: Diana Del Bufalo
Nella puntata di sabato 10 febbraio si esibisce una ballerina di nome Sephora, che per volere di Alessandra Celentano ottiene un banco.
| Allieva | Esibizione | Esito            |
| ------- | ---------- | ---------------- |
| SEPHORA | The hills  | Ottiene il banco |

La maestra ha intenzione di procedere per sostituzione: sia a lei che al resto della Commissione Ballo è possibile salvare degli allievi.
| Allievo/a | Esito                            |
| --------- | -------------------------------- |
| BRYAN     | Mantiene il banco (da Celentano) |
| ORION     | Mantiene il banco (da Celentano) |
| DANIELE   | Mantiene il banco (da Celentano) |
| LAUREN    | Mantiene il banco (da Celentano) |
|           |                                  |
| VALENTINA | Mantiene il banco (da Goodson)   |
| LUCA      | Mantiene il banco (da Peparini)  |
| FILIPPO   | Mantiene il banco (da Garrison)  |
| VITTORIO  | A rischio eliminazione           |
| CLAUDIA   | A rischio eliminazione           |

Si svolge quindi un rapido spareggio tra Vittorio e Claudia.
| Allievo/a | Esibizione | Giudizio Commissione | Giudizio Commissione | Giudizio Commissione | Giudizio Commissione | Esito             |
| Allievo/a | Esibizione | B. Goodson           | A. Celentano         | V. Peparini          | Garrison             | Esito             |
| --------- | ---------- | -------------------- | -------------------- | -------------------- | -------------------- | ----------------- |
| VITTORIO  | Lala song  |                      | N.D.                 | N.D.                 |                      | Mantiene il banco |
| CLAUDIA   | What about |                      | N.D.                 | N.D.                 |                      | Sostituita        |
| CLAUDIA   | What about | Eliminata            | N.D.                 | N.D.                 |                      |                   |

Nella stessa puntata la produzione accetta la proposta di Rudy Zerbi e Carlo Di Francesco di effettuare una seconda eliminazione tra i Black Soul Trio e Zic: i The Jab sono stati già salvati contro Yaser.
Legenda:
 SÌ 
 NO 
| Allievo | Esibizione                                     | Giudizio Commissione | Giudizio Commissione | Giudizio Commissione | Giudizio Commissione | Esito             | Note     |
| Allievo | Esibizione                                     | R. Zerbi             | C. Di Francesco      | G. Ferreri           | P. Turci             | Esito             | Note     |
| ------- | ---------------------------------------------- | -------------------- | -------------------- | -------------------- | -------------------- | ----------------- | -------- |
| ZIC     | Pesto                                          |                      |                      |                      |                      | Mantiene il banco | [ N 24 ] |
| ZIC     | Comparata CANTO con Carmen Capodanno (inedito) |                      |                      |                      |                      | Mantiene il banco | [ N 24 ] |

### Day-time
Nel day-time di lunedì 12 febbraio su Canale 5 si svolge la sfida a squadre: Emma sceglie di escludere Carlo Di Francesco dal voto e Daniele sceglie di escludere Garrison.
| PROVA    | SQUADRA FERRO              | SQUADRA FERRO                   | PUNTI             | PUNTI             | SQUADRA FUOCO     | SQUADRA FUOCO     |
| -------- | -------------------------- | ------------------------------- | ----------------- | ----------------- | ----------------- | ----------------- |
| I        | EINAR                      | Salutalo da parte mia (inedito) | 2                 | 0                 | Emma              | In assenza di te  |
| II       | DANIELE                    | Tiller girls                    | 2                 | 1                 | Valentina         | Let's Have a Kiki |
| VITTORIA | SQUADRA FERRO 2-0          | SQUADRA FERRO 2-0               | SQUADRA FERRO 2-0 | SQUADRA FERRO 2-0 | SQUADRA FERRO 2-0 | SQUADRA FERRO 2-0 |
| VITTORIA | IN SFIDA IMMEDIATA: NICOLE |                                 |                   |                   |                   |                   |

Sempre su Canale 5, nel day-time di martedì 13 febbraio si svolge la sfida immediata di Nicole.
| PROVA                                     | NICOLE             | NOELLE                   |
| Commissario esterno: Federico Zampaglione |                    |                          |
| I                                         | Una canzone per te | Faith                    |
| II                                        | L'idea (inedito)   | Ora mi perderò (inedito) |
| VITTORIA                                  | NICOLE             | NOELLE                   |

Successivamente allo scioglimento della band Black Soul Trio, il frontman Matteo rientra nella scuola come concorrente singolo.

### Settimana 12

#### 11ª puntata
Ospiti: Tom Walker, Luca Tommassini, Emma
Nella puntata di sabato 17 febbraio si svolge la proposta di eliminazione di Matteo: a causa dello scioglimento dei Black Soul Trio avvenuto in settimana, da questa puntata Matteo gareggerà da solo.
Legenda:
 SÌ 
 NO 
| Allievo | Esibizione | Giudizio Commissione | Giudizio Commissione | Giudizio Commissione | Giudizio Commissione | Esito             | Note     |
| Allievo | Esibizione | R. Zerbi             | C. Di Francesco      | G. Ferreri           | P. Turci             | Esito             | Note     |
| ------- | ---------- | -------------------- | -------------------- | -------------------- | -------------------- | ----------------- | -------- |
| MATTEO  | Miserere   |                      |                      |                      |                      | Mantiene il banco | [ N 24 ] |
| MATTEO  | Caruso     |                      |                      |                      |                      | Mantiene il banco | [ N 24 ] |

1ª sfida a squadre
Per la sfida a squadre viene riattivato il televoto. Vittorio decide di escludere dal voto Veronica Peparini, i The Jab escludono Paola Turci, Daniele esclude Bill Goodson.
| PROVA    | SQUADRA FERRO     | SQUADRA FERRO        | PUNTI             | PUNTI             | SQUADRA FUOCO     | SQUADRA FUOCO              |
| -------- | ----------------- | -------------------- | ----------------- | ----------------- | ----------------- | -------------------------- |
| I        | FILIPPO           | Serenade             | 2                 | 0                 | Vittorio          | The Weekend                |
| II       | The Jab           | Costenzo (inedito)   | 0                 | 3                 | IRAMA             | Che vuoi che sia (inedito) |
| III      | Orion             | Black cat, white cat | 0                 | 2                 | DANIELE           | Habibi                     |
| VITTORIA | SQUADRA FUOCO 2-1 | SQUADRA FUOCO 2-1    | SQUADRA FUOCO 2-1 | SQUADRA FUOCO 2-1 | SQUADRA FUOCO 2-1 | SQUADRA FUOCO 2-1          |
| VITTORIA | IN SFIDA: ORION   |                      |                   |                   |                   |                            |

#### Day-time
2ª sfida a squadre
Nel day-time su Canale 5 di lunedì 19 e martedì 20 febbraio si conclude la sfida a squadre: nella prima prova Grace esclude dal voto Rudy Zerbi, nella seconda prova Sephora esclude Veronica Peparini.
| PROVA    | SQUADRA FERRO             | SQUADRA FERRO                   | PUNTI             | PUNTI             | SQUADRA FUOCO     | SQUADRA FUOCO               |
| -------- | ------------------------- | ------------------------------- | ----------------- | ----------------- | ----------------- | --------------------------- |
| I        | EINAR                     | Salutalo da parte mia (inedito) | 2                 | 0                 | Grace             | Portami a ballare (inedito) |
| II       | SEPHORA                   | Mi sono innamorato di te        | 3                 | 0                 | Luca C.           | Personal Jesus              |
| VITTORIA | SQUADRA FERRO 2-0         | SQUADRA FERRO 2-0               | SQUADRA FERRO 2-0 | SQUADRA FERRO 2-0 | SQUADRA FERRO 2-0 | SQUADRA FERRO 2-0           |
| VITTORIA | IN SFIDA: IRAMA, VITTORIO |                                 |                   |                   |                   |                             |

### Settimana 13

#### 12ª puntata
Ospiti: Annalisa
Durante la puntata di sabato 24 febbraio, Michele Bravi sostituisce Carlo Di Francesco nella commissione di canto.
Nella stessa puntata si svolge la sfida di Irama.
| PROVA                                | IRAMA                      | MESS                  |
| Commissario esterno: Gabriele Parisi |                            |                       |
| I                                    | Che vuoi che sia (inedito) | Tutti sanno (inedito) |
| II                                   | Le tasche piene di sassi   | Destinazione paradiso |
| III                                  | Che ne sai (inedito)       | Immaginiamo (inedito) |
| VITTORIA                             | IRAMA                      | MESS                  |

##### 1ª sfida a squadre
| PROVA    | SQUADRA FERRO                           | SQUADRA FERRO          | PUNTI             | PUNTI             | SQUADRA FUOCO     | SQUADRA FUOCO          |
| -------- | --------------------------------------- | ---------------------- | ----------------- | ----------------- | ----------------- | ---------------------- |
| I        | Filippo                                 | Vita                   | 1                 | 2                 | SEPHORA           | Experience             |
| II       | ZIC                                     | Gugol (inedito)        | 2                 | 1                 | Biondo            | Quattro mura (inedito) |
| III      | BRYAN                                   | Comparata BALLO Filthy | 2                 | 1                 | Daniele           | Comparata BALLO Filthy |
| VITTORIA | SQUADRA FERRO 2-1                       | SQUADRA FERRO 2-1      | SQUADRA FERRO 2-1 | SQUADRA FERRO 2-1 | SQUADRA FERRO 2-1 | SQUADRA FERRO 2-1      |
| VITTORIA | IN SFIDA: IRAMA                         |                        |                   |                   |                   |                        |
| VITTORIA | CANDIDATI AL SERALE: ORION, CARMEN, ZIC |                        |                   |                   |                   |                        |

Nota: In questa fase, sono obbligatori 4 Sì per poter accedere al serale.
Legenda:
 SÌ 
 NO 
| Allievo   | Giudizio Commissione | Giudizio Commissione | Giudizio Commissione | Giudizio Commissione | Esito                       |
| Allievo   | B. Goodson           | A. Celentano         | V. Peparini          | Garrison             | Esito                       |
| --------- | -------------------- | -------------------- | -------------------- | -------------------- | --------------------------- |
| ORION     |                      |                      |                      |                      | Non accede ancora al serale |
| Allievo/a | Giudizio Commissione | Giudizio Commissione | Giudizio Commissione | Giudizio Commissione | Esito                       |
| Allievo/a | R. Zerbi             | C. Di Francesco      | G Ferreri            | P. Turci             | Esito                       |
| CARMEN    |                      |                      |                      |                      | Non accede ancora al serale |
| ZIC       |                      |                      |                      |                      | Non accede ancora al serale |

##### 2ª sfida a squadre
| PROVA | SQUADRA FERRO | SQUADRA FERRO                  | PUNTI | PUNTI | SQUADRA FUOCO | SQUADRA FUOCO                  |
| ----- | ------------- | ------------------------------ | ----- | ----- | ------------- | ------------------------------ |
| I     | CARMEN        | I know where I've been         | 2     | 0     | Nicole        | Chasing pavements              |
| II    | BRYAN         | Comparata BALLO Mi parli piano | 2     | 1     | Daniele       | Comparata BALLO Mi parli piano |

#### Day-time
Nei day-time di lunedì 26 febbraio si conclude la sfida a squadre: Matteo esclude dal voto Michele Bravi.
| PROVA    | SQUADRA FERRO                       | SQUADRA FERRO                  | PUNTI             | PUNTI             | SQUADRA FUOCO     | SQUADRA FUOCO     |
| -------- | ----------------------------------- | ------------------------------ | ----------------- | ----------------- | ----------------- | ----------------- |
| III      | MATTEO                              | It's a Man's Man's Man's World | 2                 | 1                 | Emma              | Take Me Home      |
| VITTORIA | SQUADRA FERRO 3-0                   | SQUADRA FERRO 3-0              | SQUADRA FERRO 3-0 | SQUADRA FERRO 3-0 | SQUADRA FERRO 3-0 | SQUADRA FERRO 3-0 |
| VITTORIA | CANDIDATI AL SERALE: THE JAB, EINAR |                                |                   |                   |                   |                   |

Si tengono anche le sfide di Orion e Vittorio.
| PROVA                              | ORION           | LORENZO                  |
| Commissario esterno: Mauro Mosconi |                 |                          |
| I                                  | Game of thrones | Say my name              |
| II                                 | Ritornerai      | This place was a shelter |
| VITTORIA                           | ORION           | LORENZO                  |

| PROVA                      | VITTORIO                  | ALIOSHA         |
| Commissario esterno: Kledi |                           |                 |
| I                          | Waves                     | We are the ones |
| II                         | Ridammi indietro il cuore | Goodbye         |
| VITTORIA                   | VITTORIO                  | ALIOSHA         |

Nei day-time di martedì 27 febbraio si tengono gli esami di ammissione al serale di Einar e The Jab.
Legenda:
 SÌ 
 NO 
| Allievo | Giudizio Commissione | Giudizio Commissione | Giudizio Commissione | Giudizio Commissione | Esito                         |
| Allievo | R. Zerbi             | C. Di Francesco      | G. Ferreri           | P. Turci             | Esito                         |
| ------- | -------------------- | -------------------- | -------------------- | -------------------- | ----------------------------- |
| THE JAB |                      |                      |                      |                      | Non accedono ancora al serale |
| EINAR   |                      |                      |                      |                      | Non accedono ancora al serale |

Sempre nella stessa puntata, Einar chiede alla produzione di essere messo in sfida: la richiesta è accettata.

### Settimana 14

#### 13ª puntata
Ospiti: The Kolors
Nella puntata di sabato 2 marzo si svolge la sfida di Einar.
| PROVA                           | EINAR                           | THOMAS                            |
| Commissario esterno: Alex Braga |                                 |                                   |
| I                               | Salutalo da parte mia (inedito) | Due calamite in affitto (inedito) |
| II                              | Difendimi per sempre            | Formidable                        |
| VITTORIA                        | EINAR                           | THOMAS                            |

Sfida a squadre
Nella prima prova Daniele esclude dal voto Alessandra Celentano. Nella seconda prova Zic esclude Carlo Di Francesco e nella terza prova Filippo esclude Alessandra Celentano.
| PROVA    | SQUADRA FERRO                                                        | SQUADRA FERRO                      | PUNTI             | PUNTI             | SQUADRA FUOCO     | SQUADRA FUOCO              |
| -------- | -------------------------------------------------------------------- | ---------------------------------- | ----------------- | ----------------- | ----------------- | -------------------------- |
| I        | BRYAN                                                                | Fly To The Moon                    | 2                 | 1                 | Daniele           | Sweet Disposition          |
| II       | Zic                                                                  | Perché sono rimasto solo (inedito) | 0                 | 3                 | IRAMA             | Un giorno in più (inedito) |
| III      | Filippo                                                              | Big Jet Plane                      | 1                 | 2                 | SEPHORA           | Let's Have A Kiki          |
| VITTORIA | SQUADRA FUOCO 2-1                                                    | SQUADRA FUOCO 2-1                  | SQUADRA FUOCO 2-1 | SQUADRA FUOCO 2-1 | SQUADRA FUOCO 2-1 | SQUADRA FUOCO 2-1          |
| VITTORIA | CANDIDATI AL SERALE: LAUREN, IRAMA, EMMA, BIONDO, DANIELE, VALENTINA |                                    |                   |                   |                   |                            |

Legenda:
 SÌ 
 NO 
| Allievo/a | Giudizio Commissione | Giudizio Commissione | Giudizio Commissione | Giudizio Commissione | Esito                       |
| Allievo/a | B. Goodson           | A. Celentano         | V. Peparini          | Garrison             | Esito                       |
| --------- | -------------------- | -------------------- | -------------------- | -------------------- | --------------------------- |
| LAUREN    |                      |                      |                      |                      | Non accede ancora al serale |
| DANIELE   |                      |                      |                      |                      | Non accede ancora al serale |
| VALENTINA |                      |                      |                      |                      | Non accede ancora al serale |
| Allievo/a | Giudizio Commissione | Giudizio Commissione | Giudizio Commissione | Giudizio Commissione | Esito                       |
| Allievo/a | R. Zerbi             | C. Di Francesco      | G. Ferreri           | P. Turci             | Esito                       |
| IRAMA     |                      |                      |                      |                      | Non accede ancora al serale |
| EMMA      |                      |                      |                      |                      | Non accede ancora al serale |
| BIONDO    |                      |                      |                      |                      | Non accede ancora al serale |

#### Day-time
Nel day-time di martedì 6 marzo si svolgono le tre sfide di Irama richieste da Paola Turci.
| PROVA                                | IRAMA                | MARCO              |
| Commissario esterno: Gabriele Parisi |                      |                    |
| I                                    | Che ne sai (inedito) | Red Head (inedito) |
| VITTORIA                             | IRAMA                | MARCO              |

| PROVA                              | IRAMA                      | FRANCESCA  |
| Commissario esterno: Diego Quaglia |                            |            |
| I                                  | Che vuoi che sia (inedito) | Impossible |
| VITTORIA                           | IRAMA                      | FRANCESCA  |

| PROVA                                | IRAMA                      | ANNAMARIA              |
| Commissario esterno: Graziano Ostuni |                            |                        |
| I                                    | Le tasche piene di sassi   | Wrecking Ball          |
| II                                   | Un giorno in più (inedito) | Il cielo in una stanza |
| VITTORIA                             | IRAMA                      | ANNAMARIA              |

### Settimana 15

#### 14ª puntata
Ospiti: Le Vibrazioni

##### 1ª sfida a squadre
Nella prima prova della prima manche Einar esclude dal voto Giusy Ferreri, nella seconda prova Sephora esclude Garrison, nella terza prova Carmen esclude Paola Turci e nella quarta prova Luca esclude Alessandra Celentano.
| PROVA    | SQUADRA FERRO                                      | SQUADRA FERRO                   | PUNTI             | PUNTI             | SQUADRA FUOCO     | SQUADRA FUOCO                  |
| -------- | -------------------------------------------------- | ------------------------------- | ----------------- | ----------------- | ----------------- | ------------------------------ |
| I        | EINAR                                              | Salutalo da parte mia (inedito) | 2                 | 0                 | Irama             | Un giorno in più (inedito)     |
| II       | Filippo                                            | Don’t you (forget about me)     | 0                 | 3                 | SEPHORA           | Orange Colored Sky             |
| III      | Carmen                                             | Comparata CANTO Eppure sentire  | 1                 | 2                 | EMMA              | Comparata CANTO Eppure sentire |
| IV       | Bryan                                              | Cool                            | 1                 | 2                 | LUCA C.           | Walk on water                  |
| VITTORIA | SQUADRA FUOCO 3-1                                  | SQUADRA FUOCO 3-1               | SQUADRA FUOCO 3-1 | SQUADRA FUOCO 3-1 | SQUADRA FUOCO 3-1 | SQUADRA FUOCO 3-1              |
| VITTORIA | CANDIDATI AL SERALE: EMMA, LAUREN, SEPHORA, BIONDO |                                 |                   |                   |                   |                                |

Legenda:
 SÌ 
 NO 
| Allievo/a | Giudizio Commissione | Giudizio Commissione | Giudizio Commissione | Giudizio Commissione | Esito                       |
| Allievo/a | R. Zerbi             | C. Di Francesco      | G. Ferreri           | P. Turci             | Esito                       |
| --------- | -------------------- | -------------------- | -------------------- | -------------------- | --------------------------- |
| EMMA      |                      |                      |                      |                      | Non accede ancora al serale |
| BIONDO    |                      |                      |                      |                      | Non accede ancora al serale |
| Allievo/a | Giudizio Commissione | Giudizio Commissione | Giudizio Commissione | Giudizio Commissione | Esito                       |
| Allievo/a | B. Goodson           | A. Celentano         | V. Peparini          | Garrison             | Esito                       |
| LAUREN    |                      |                      |                      |                      | Non accede ancora al serale |
| SEPHORA   |                      |                      |                      |                      | Non accede ancora al serale |

##### 2ª sfida a squadre
Nella prima prova della seconda manche Biondo esclude Carlo Di Francesco e nella seconda prova Filippo esclude Veronica Peparini.
| PROVA    | SQUADRA FERRO                             | SQUADRA FERRO     | PUNTI             | PUNTI             | SQUADRA FUOCO     | SQUADRA FUOCO              |
| -------- | ----------------------------------------- | ----------------- | ----------------- | ----------------- | ----------------- | -------------------------- |
| I        | ZIC                                       | Alla mia età      | 2                 | 1                 | Biondo            | La mia ex chiama (inedito) |
| II       | FILIPPO                                   | African Pirates   | 3                 | 0                 | Vittorio          | Poetica                    |
| VITTORIA | SQUADRA FERRO 2-0                         | SQUADRA FERRO 2-0 | SQUADRA FERRO 2-0 | SQUADRA FERRO 2-0 | SQUADRA FERRO 2-0 | SQUADRA FERRO 2-0          |
| VITTORIA | CANDIDATI AL SERALE: EINAR, CARMEN, BRYAN |                   |                   |                   |                   |                            |

Legenda:
 SÌ 
 NO 
| Allievo/a | Giudizio Commissione | Giudizio Commissione | Giudizio Commissione | Giudizio Commissione | Esito                       |
| Allievo/a | R. Zerbi             | C. Di Francesco      | G. Ferreri           | P. Turci             | Esito                       |
| --------- | -------------------- | -------------------- | -------------------- | -------------------- | --------------------------- |
| EINAR     |                      |                      |                      |                      | Non accede ancora al serale |
| CARMEN    |                      |                      |                      |                      | Non accede ancora al serale |
| Allievo   | Giudizio Commissione | Giudizio Commissione | Giudizio Commissione | Giudizio Commissione | Esito                       |
| Allievo   | B. Goodson           | A. Celentano         | V. Peparini          | Garrison             | Esito                       |
| BRYAN     |                      |                      |                      |                      | Non accede ancora al serale |

### Settimana 16

#### 15ª puntata
Ospiti: Noemi e il cast del musical Romeo e Giulietta
Durante la puntata di sabato 17 marzo si svolgono due sfide interne per l'accesso al serale:
- La prima, voluta da Paola Turci, vede l'assegnazione della maglia ad Einar.

| PROVA                              | EINAR                           | CARMEN                  |
| Commissario esterno: Sara Andreani |                                 |                         |
| I                                  | Salutalo da parte mia (inedito) | Scelgo te (inedito)     |
| II                                 | Il diario degli errori          | La lontananza           |
| III                                | Difendimi per sempre            | Back to black           |
| IV                                 | Falco a metà                    | Oggi sono io            |
| V                                  | Portami via                     | La complicità (inedito) |
| VITTORIA                           | EINAR                           | EINAR                   |

- La seconda, voluta da Bill Goodson, vede vincere Lauren.

| PROVA                                | DANIELE           | LAUREN       |
| Commissario esterno: Luciano Cannito |                   |              |
| I                                    | Tear The House Up | What Is Love |
| VITTORIA                             | LAUREN            | LAUREN       |

Viene inoltre esaminata Valentina, vincitrice di un sondaggio Vodafone Shake Remix.
| Allieva   | Esito                       |
| --------- | --------------------------- |
| VALENTINA | Non accede ancora al serale |

### Settimana 17

#### 16ª puntata
Ospiti: Federica Carta e La Rua
Durante la puntata di sabato 24 marzo continuano gli esami per l'accesso al serale: 
- Sephora si presenta davanti alla commissione in quanto vincitrice della Prova Vodafone Shake Remix.
- Vengono inoltre esaminati i primi 8 della classifica del pubblico per il serale, ad eccezione di Einar e Lauren, in quanto già entrati.

Legenda:
 SÌ 
 NO 
| Posizione nella Classifica di Gradimento | Allievo/a | Esibizione                 | Esito                |
| ---------------------------------------- | --------- | -------------------------- | -------------------- |
| -                                        | SEPHORA   | Beautiful trauma           | Non accede al serale |
| 1°                                       | EMMA      | Hometown glory             | Non accede al serale |
| 2°                                       | CARMEN    | Total eclipse of the heart | Non accede al serale |
| 3°                                       | IRAMA     | Un respiro (inedito)       | Non accede al serale |
| 5°                                       | BIONDO    | Quattro mura (inedito)     | Non accede al serale |
| 6°                                       | MATTEO    | When I was your man        | Non accede al serale |
| 8°                                       | VALENTINA | –                          | Non accede al serale |

Poiché nessuno è riuscito ad ottenere la maglia verde, i professori non devono più dire 'sì' solo al loro preferito ma a chi secondo loro merita il serale; per entrare inoltre non è più necessaria l'unanimità ma la maggioranza (ovvero 3 SI su 4). 
Legenda:
 SÌ 
 NO 
| Allievo/a | Esibizione  | Giudizio Commissione | Giudizio Commissione | Giudizio Commissione        | Giudizio Commissione        | Esito                       |
| Allievo/a | Esibizione  | B. Goodson           | A. Celentano         | V. Peparini                 | Garrison                    | Esito                       |
| --------- | ----------- | -------------------- | -------------------- | --------------------------- | --------------------------- | --------------------------- |
| BRYAN     | Zombies     |                      |                      |                             |                             | Accede al serale            |
| DANIELE   | Oh, vita!   |                      |                      | Non accede ancora al serale |                             |                             |
| VALENTINA | –           |                      |                      | Non accede ancora al serale |                             |                             |
| SEPHORA   | –           |                      |                      |                             | Accede al serale            |                             |
| LUCA C.   | Better love |                      |                      |                             | Non accede ancora al serale |                             |
| Allievo/a | Esibizione  | Giudizio Commissione | Giudizio Commissione | Giudizio Commissione        | Giudizio Commissione        | Esito                       |
| Allievo/a | Esibizione  | R. Zerbi             | C. Di Francesco      | G. Ferreri                  | P. Turci                    | Esito                       |
| BIONDO    | –           |                      |                      |                             |                             | Non accede ancora al serale |
| MATTEO    | –           |                      |                      |                             |                             | Non accede ancora al serale |
| EMMA      | –           |                      |                      |                             | Accede al serale            |                             |
| ZIC       | –           |                      |                      | Non accede ancora al serale |                             |                             |
| GRACE     | New rules   |                      |                      | Non accede ancora al serale |                             |                             |
| NICOLE    | –           |                      |                      | Non accede ancora al serale |                             |                             |

### Settimana 18

#### 17ª puntata
Ospiti: Rita dalla Chiesa, Giovanni Caccamo
Legenda:
 SÌ 
 NO 
| Allievo/a | Esibizione           | Giudizio Commissione | Giudizio Commissione          | Giudizio Commissione | Giudizio Commissione        | Esito                       |
| Allievo/a | Esibizione           | R. Zerbi             | C. Di Francesco               | G. Ferreri           | P. Turci                    | Esito                       |
| --------- | -------------------- | -------------------- | ----------------------------- | -------------------- | --------------------------- | --------------------------- |
| CARMEN    | -                    | N.D.                 |                               |                      |                             | Non accede ancora al serale |
| IRAMA     | Un respiro (inedito) | N.D.                 |                               | Accede al serale     |                             |                             |
| LUCA V.   | In my arms (inedito) | N.D.                 |                               |                      | Non accede ancora al serale |                             |
| THE JAB   | Vieni da me          | N.D.                 | Non accedono ancora al serale |                      |                             |                             |
| Allievo   | Esibizione           | Giudizio Commissione | Giudizio Commissione          | Giudizio Commissione | Giudizio Commissione        | Esito                       |
| Allievo   | Esibizione           | B. Goodson           | A. Celentano                  | V. Peparini          | Garrison                    | Esito                       |
| ORION     | Solo per un po'      |                      |                               |                      |                             | Non accede ancora al serale |
| FILIPPO   | Pray                 |                      |                               |                      |                             | Non accede ancora al serale |
| VITTORIO  | Iron sky             |                      |                               |                      |                             | Non accede ancora al serale |

A questo punto, la conduttrice chiama tutti coloro che hanno almeno due sì, consegnando loro la maglia del serale.
| Allievo/a | Esibizione           | Esito            |
| --------- | -------------------- | ---------------- |
| BIONDO    | –                    | Accede al serale |
| LUCA C.   | Ne me quitte pas     | Accede al serale |
| CARMEN    | Because the night    | Accede al serale |
| DANIELE   | L'anima vista da qui | Accede al serale |
| ZIC       | –                    | Accede al serale |
| VALENTINA | –                    | Accede al serale |
| FILIPPO   | –                    | Accede al serale |
| MATTEO    | –                    | Accede al serale |
| GRACE     | –                    | Eliminata        |
| NICOLE    | –                    | Eliminata        |
| THE JAB   | –                    | Eliminati        |
| LUCA V.   | –                    | Eliminato        |
| ORION     | –                    | Eliminato        |
| VITTORIO  | –                    | Eliminato        |

## Squadre del serale
Nella puntata di sabato 31 marzo si formano le squadre del serale che saranno così suddivise:
| Squadra Bianca        | Squadra Bianca |                              | Squadra Blu | Squadra Blu |
| Concorrenti           | Concorrenti    | Concorrenti                  | Concorrenti | Concorrenti |
| Nome                  | Disciplina     |                              | Nome        | Disciplina  |
| --------------------- | -------------- | ---------------------------- | ----------- | ----------- |
| Zic (Lorenzo Ciolini) | cantautorato   | Biondo (Simone Baldasseroni) | rap         |             |
| Irama (Filippo Fanti) | cantautorato   | Einar Ortiz                  | canto       |             |
| Emma Muscat           | canto          | Carmen Ferreri               | canto       |             |
| Valentina Verdecchi   | ballo          | Matteo Cazzato               | canto       |             |
| Daniele Rommelli      | hip hop        | Bryan Ramirez                | classico    |             |
| Filippo Di Crosta     | ballo          | Sephora Ferrillo             | ballo       |             |
| Luca Capomaggi        | break          | Lauren Celentano             | ballo       |             |

## Tabellone delle nomination
Legenda:
     Concorrente nominabile

     Candidato/a all'eliminazione

 I  Possiede l'immunità ed è salvo
 in nero  Concorrente della squadra avversaria candidato/a per l'eliminazione

 in rosso  Concorrente della squadra avversaria candidato/a per la sfida
Nota: Le proposte di eliminazione si sono svolte fino alla settima settimana, poi si svolgono solo le sfide.

### Ballo
| Settimana | 2           | 2           | 3           | 3           | 4           | 4           | 5           | 6           | 7              | 7              |
| --------- | ----------- | ----------- | ----------- | ----------- | ----------- | ----------- | ----------- | ----------- | -------------- | -------------- |
| Lauren    | –           | –           |             | 1           | Claudia     | –           | –           | –           | –              | –              |
| Bryan     | –           | –           | N.D.        | N.D.        | N.D.        | N.D.        | N.D.        | –           | –              | –              |
| Sephora   | Non in gara | Non in gara | Non in gara | Non in gara | Non in gara | Non in gara | Non in gara | Non in gara | Non in gara    | Non in gara    |
| Luca      | Non in gara | Non in gara | Non in gara | Non in gara | Non in gara | Non in gara | Non in gara | Non in gara | Non in gara    | Non in gara    |
| Daniele   | Non in gara | Non in gara | Non in gara | Non in gara | Non in gara | Non in gara | Non in gara | Non in gara | Non nominabile | Non nominabile |
| Valentina | –           | –           |             | 2           | Orion       | –           | –           | –           | –              | –              |
| Filippo   | –           | –           |             | 0           | Orion       | –           | –           | –           | Espulso        | Espulso        |
| Orion     | Immune      | Immune      | Valentina   | –           |             | 2           | –           | –           |                | –              |
| Vittorio  |             | 0           | Paola       | –           |             | 1           | –           | –           | Espulso        | Espulso        |
| Claudia   |             | 0           | Lauren      | –           |             | 1           | –           | –           |                | –              |
| Nicolas   |             | 0           | Valentina   | –           | Vittorio    | –           | –           | –           | Espulso        | Espulso        |
| Paola     | –           | –           |             | 1           | Eliminata   | Eliminata   | Eliminata   | Eliminata   | Eliminata      | Eliminata      |

### Canto
| Settimana       | 2                                | 2                          | 3                          | 3                          | 4                          | 4                          | 5                          | 5                          | 6                          | 7                          | 7                          |
| --------------- | -------------------------------- | -------------------------- | -------------------------- | -------------------------- | -------------------------- | -------------------------- | -------------------------- | -------------------------- | -------------------------- | -------------------------- | -------------------------- |
| Einar           | The Jab, Carmen Mose             | –                          | Emanuele                   | –                          | N.D.                       | –                          | Black Soul Trio, Grace     | 0                          | –                          |                            | –                          |
| Emma            | Non in gara                      | Non in gara                | Non in gara                | Non in gara                | Non in gara                | Non in gara                | Yaser, Black Soul Trio     | 2                          | –                          |                            | –                          |
| Irama           | Non in gara                      | Non in gara                | Non in gara                | Non in gara                | Non in gara                | Non in gara                | Non in gara                | Non in gara                | Non in gara                | Non in gara                | Non in gara                |
| Biondo          | Emanuele, Silvia Emanuele        | –                          | Emanuele                   | –                          | Emanuele                   | –                          | Emanuele, The Jab          | 0                          | –                          | Espulso                    | Espulso                    |
| Carmen          |                                  | 3                          |                            | 0                          |                            | 0                          | Yaser, Black Soul Trio     | 0                          | –                          |                            | –                          |
| Zic             | Non in gara                      | Non in gara                | Non in gara                | Non in gara                | Non in gara                | Non in gara                | Non votante                | 0                          | –                          | –                          | –                          |
| Matteo          | Insieme ai Black Soul Trio       | Insieme ai Black Soul Trio | Insieme ai Black Soul Trio | Insieme ai Black Soul Trio | Insieme ai Black Soul Trio | Insieme ai Black Soul Trio | Insieme ai Black Soul Trio | Insieme ai Black Soul Trio | Insieme ai Black Soul Trio | Insieme ai Black Soul Trio | Insieme ai Black Soul Trio |
| Grace           |                                  | 0                          |                            | 0                          | Emanuele                   | –                          | Mose, Emanuele             | 3                          | –                          | –                          | –                          |
| Nicole          | Emanuele, Carmen Mose            | –                          | Federico                   | –                          | Federico                   | –                          | Mose, Emanuele             | 1                          | –                          | –                          | –                          |
| The Jab         |                                  | 1                          |                            | 0                          |                            | 0                          | Yaser, Nicole              | 2                          | –                          |                            | –                          |
| Luca            | Mose, Carmen Mose                | –                          | Federico                   | –                          | Mose                       | –                          | Mose, The Jab              | –                          | –                          | –                          | –                          |
| Black Soul Trio | Emanuele, Federico Federico Mose | –                          | Federico                   | –                          | Federico                   | –                          | Emma, Emma                 | 2                          | –                          |                            | –                          |
| Yaser           | Mose, Federico Mose              | –                          | Federico                   | –                          | Mose                       | –                          | Mose, Emanuele             | 5                          | –                          |                            | –                          |
| Mose            |                                  | 2                          |                            | 0                          |                            | 2                          | Yaser, Grace               | 4                          | –                          |                            | –                          |
| Emanuele        |                                  | 4                          |                            | 2                          |                            | 3                          | Yaser, Grace               | 4                          | –                          |                            |                            |
| Federico        |                                  | 3                          |                            | 5                          |                            | 2                          | Eliminato                  | Eliminato                  | Eliminato                  | Eliminato                  | Eliminato                  |
| Audjah          | Emanuele, Federico Emanuele      | –                          | Federico                   | –                          | Emanuele                   | –                          | Eliminata                  | Eliminata                  | Eliminata                  | Eliminata                  | Eliminata                  |
| Silvia          |                                  | 1                          |                            | 0                          |                            | 0                          | Eliminata                  | Eliminata                  | Eliminata                  | Eliminata                  | Eliminata                  |
| Elliot          |                                  | 0                          |                            | 0                          | Eliminato                  | Eliminato                  | Eliminato                  | Eliminato                  | Eliminato                  | Eliminato                  | Eliminato                  |

## Classifica di gradimento
Nel tabellone sono indicate le posizioni dei singoli concorrenti nella classifica di gradimento settimanale.
Legenda:

 Cantante
 Ballerino/a;
N.D.: Dato non disponibile
     Salvabile dalla classifica
     Ultimo/a in classifica
     Immune
     Eliminato/a
     Al serale
     Al serale per il pubblico 
| Settimana | 2     | 2                        | 3     | 3                        | 4     | 4                        | 5     | 5                        | 12       | 12                   | 13       | 13                   | 15                   |
| --------- | ----- | ------------------------ | ----- | ------------------------ | ----- | ------------------------ | ----- | ------------------------ | -------- | -------------------- | -------- | -------------------- | -------------------- |
| 1°        | 12.6% | Einar                    | 11.8% | Einar                    | 12.0% | Einar                    | 12.4% | Carmen                   | 12.9%    | Einar                | 18.0%    | Carmen               | Emma                 |
| 2°        | 9.9%  | Carmen                   | 9.6%  | Carmen                   | 11.0% | Carmen                   | 11.4% | Einar                    | 11.4%    | Emma                 | 13.9%    | Emma                 | Carmen               |
| 3°        | 7.6%  | Matteo - Black Soul Trio | 8.4%  | Matteo - Black Soul Trio | 10.0% | Biondo                   | 10.9% | Biondo                   | 10.7%    | Carmen               | 10.7%    | Biondo               | Irama                |
| 4°        | 6.7%  | Elliot                   | 7.4%  | Biondo                   | 8.3%  | Lauren                   | 8.6%  | Lauren                   | 10.0%    | Irama                | 10.4%    | Irama                | Einar                |
| 5°        | 6.3%  | Lauren                   | 6.7%  | Elliot                   | 7.5%  | Nicole                   | 6.4%  | Matteo - Black Soul Trio | 9.8%     | Biondo               | 9.1%     | Matteo               | Biondo               |
| 6°        | 5.1%  | Biondo                   | 6.3%  | Mose                     | 7.5%  | Matteo - Black Soul Trio | 6.1%  | Nicole                   | 9.3%     | Matteo               | 6.2%     | Zic                  | Matteo               |
| 7°        | 4.6%  | Yaser                    | 5.3%  | Lauren                   | 6.3%  | Mose                     | 5.2%  | Mose                     | 7.4%     | Zic                  | 5.4%     | Valentina            | Lauren               |
| 8°        | 4.6%  | Grace                    | 4.4%  | Emanuele                 | 4.4%  | Yaser                    | 4.5%  | Yaser                    | 4.9%     | Lauren               | 5.4%     | Lauren               | Valentina            |
| 9°        | 4.5%  | Mose                     | 4.4%  | Vittorio                 | 4.1%  | Vittorio                 | 4.3%  | Vittorio                 | 3.9%     | Alessandro - The Jab | 3.5%     | Alessandro - The Jab | Zic                  |
| 10°       | 4.1%  | Silvia                   | 3.9%  | Yaser                    | 3.7%  | Emanuele                 | 3.6%  | Grace                    | 3.1%     | Valentina            | 3.3%     | Grace                | Alessandro - The Jab |
| 11°       | 3.9%  | Emanuele                 | 3.3%  | Grace                    | 3.6%  | Orion                    | 3.6%  | Orion                    | 2.5%     | Vittorio             | 3.3%     | Filippo              | Grace                |
| 12°       | 3.8%  | Valentina                | 3.2%  | Orion                    | 3.2%  | Valentina                | 3.5%  | Luca                     | 2.4%     | Nicole               | 2.7%     | Daniele              | Nicole               |
| 13°       | 3.4%  | Vittorio                 | 3.2%  | Nicole                   | 3.1%  | Silvia                   | 3.4%  | Alessandro - The Jab     | 2.0%     | Filippo              | 2.6%     | Nicole               | Filippo              |
| 14°       | 3.3%  | Audjah                   | 3.2%  | Silvia                   | 2.9%  | Grace                    | 3.4%  | Filippo                  | 2.0%     | Daniele              | 2.3%     | Sephora              | Daniele              |
| 15°       | 3.0%  | Filippo                  | 2.9%  | Filippo                  | 2.5%  | Federico                 | 2.9%  | Silvia                   | 1.8%     | Grace                | 1.5%     | Luca V.              | Orion                |
| 16°       | 2.9%  | Bryan                    | 2.5%  | Alessandro - The Jab     | 2.4%  | Alessandro - The Jab     | 2.5%  | Claudia                  | 1.7%     | Orion                | 1.3%     | Luca C.              | Vittorio             |
| 17°       | 2.1%  | Claudia                  | 2.4%  | Valentina                | 2.4%  | Filippo                  | 2.4%  | Valentina                | 1.3%     | Luca V.              | 1.3%     | Bryan                | Bryan                |
| 18°       | 2.1%  | Federico                 | 2.3%  | Federico                 | 1.7%  | Audjah                   | 2.1%  | Federico                 | 1.1%     | Sephora              |          |                      | Sephora              |
| 19°       | 2.1%  | Nicolas                  | 1.9%  | Claudia                  | 1.4%  | Claudia                  | 1.5%  | Nicolas                  | 1.0%     | Bryan                | Luca C.  |                      |                      |
| 20°       | 2.0%  | Alessandro - The Jab     | 1.8%  | Audjah                   | 1.3%  | Nicolas                  | 1.4%  | Audjah                   | 0.8%     | Luca C.              | Luca V.  |                      |                      |
| 21°       | 1.8%  | Nicole                   | 1.6%  | Paola                    | 0.7%  | Luca                     |       |                          |          |                      |          |                      |                      |
| 22°       | 1.4%  | Orion                    | 1.6%  | Nicolas                  |       |                          |       |                          |          |                      |          |                      |                      |
| 23°       | 1.4%  | Paola                    | 1.4%  | Bryan                    |       |                          |       |                          |          |                      |          |                      |                      |
| 24°       | 1.0%  | Luca                     | 0.9%  | Luca                     |       |                          |       |                          |          |                      |          |                      |                      |
|           |       |                          |       |                          |       |                          |       |                          |          |                      |          |                      |                      |
| Note      |       |                          |       |                          |       |                          |       |                          | [ N 71 ] | [ N 71 ]             | [ N 71 ] | [ N 71 ]             |                      |

## Curiosità
Alcuni concorrenti erano già più o meno conosciuti dal pubblico, ad esempio:
- Biondo (Roma, 19 dicembre 1998). Conosciuto già dal pubblico per le sue canzoni pubblicate su YouTube da oltre un milione di visualizzazioni.
- Carmen Ferreri (Erice, 9 dicembre 1999). Nel 2015 formava il duo Le Kalica con Lucrezia Benigno dove ad Area Sanremo arrivarono tra gli 8 finalisti con il brano Sogna. Nel 2017 vince la seconda edizione del premio Lelio Luttazzi per la sezione cantautrici.
- Einar (Santiago di Cuba, 22 maggio 1993). Aveva partecipato all'undicesima edizione di X Factor, tuttavia è stato eliminato ai Bootcamp.
- Federico Baroni (Rimini, 5 luglio 1993). Aveva partecipato alla decima edizione di X Factor, tuttavia è stato eliminato ai Bootcamp.
- Grace Cambria (Catania, 10 luglio 1996). Aveva partecipato alla decima edizione di X Factor, tuttavia è stata eliminata agli Homevisit.
- Irama (Carrara, 20 dicembre 1995). Nel 2016 ha partecipato al Festival di Sanremo 2016 nella sezione Nuove Proposte con la canzone Cosa resterà. Nel 2016 ha partecipato alla quarta edizione del Summer Festival, vincendo la sezione Giovani con Tornerai da me.
- Luca Capomaggi (Nettuno, 11 ottobre 1998). Nell'edizione precedente aveva sfidato il ballerino Sebastian Melo Taveira.
- Mose (Milano, 29 febbraio 1996). Conosciuto già dal pubblico per le sue canzoni pubblicate su YouTube da oltre un milione di visualizzazioni.
- The Jab. Avevano partecipato al Liga Rock Park Contest diventando così i vincitori. Parteciperanno nel 2022 ad X Factor, con il nuovo nome Santi Francesi, nella squadra di Rkomi, aggiudicandosi la vittoria. Nel 2023 parteciperanno invece a Sanremo Giovani, ottenendo la possibilità di esibirsi tra i big della 74° edizione del festival di Sanremo.
- Valentina Verdecchi (Roma, 6 dicembre 1992). Aveva fatto parte di alcuni corpi di ballo di alcuni programmi televisivi come Furore, Music, L'anno che verrà e infine diventando ballerina per Noemi.
- Vittorio Ardovino (Battipaglia, 10 dicembre 1995). Aveva fatto parte di alcuni corpi di ballo di alcuni programmi televisivi come Music, L'anno che verrà, Capitani coraggiosi, Stasera casa Mika.

## Ascolti

### Pomeridiano
| Puntata | Messa in onda    | Telespettatori | Share  | Fonte  |
| ------- | ---------------- | -------------- | ------ | ------ |
| 1       | 18 novembre 2017 | 3 171 000      | 21,98% | [ 5 ]  |
| 2       | 25 novembre 2017 | 2 917 000      | 18,25% | [ 6 ]  |
| 3       | 2 dicembre 2017  | 2 884 000      | 18,03% | [ 7 ]  |
| 4       | 9 dicembre 2017  | 2 955 000      | 19,44% | [ 8 ]  |
| 5       | 16 dicembre 2017 | 2 880 000      | 18,59% | [ 9 ]  |
| 6       | 13 gennaio 2018  | 3 017 000      | 19,71% | [ 10 ] |
| 7       | 20 gennaio 2018  | 3 268 000      | 20,93% | [ 11 ] |
| 8       | 27 gennaio 2018  | 3 056 000      | 19,75% | [ 12 ] |
| 9       | 3 febbraio 2018  | 3 266 000      | 19,80% | [ 13 ] |
| 10      | 10 febbraio 2018 | 3 211 000      | 19,69% | [ 14 ] |
| 11      | 17 febbraio 2018 | 3 122 000      | 19,07% | [ 15 ] |
| 12      | 24 febbraio 2018 | 3 217 000      | 19,60% | [ 16 ] |
| 13      | 3 marzo 2018     | 3 226 000      | 18,01% | [ 17 ] |
| 14      | 10 marzo 2018    | 3 209 000      | 20,38% | [ 18 ] |
| 15      | 17 marzo 2018    | 3 201 000      | 19,10% | [ 19 ] |
| 16      | 24 marzo 2018    | 2 927 000      | 19,70% | [ 20 ] |
| 17      | 31 marzo 2018    | 3 021 000      | 18,90% | [ 21 ] |
| Media   | Media            | 3 092 000      | 19,47% |        |